# Konstancin-Jeziorna
Konstancin-Jeziorna – miasto w Polsce w woj. mazowieckim, w powiecie piaseczyńskim, położone w aglomeracji warszawskiej ok. 20 km na południe od centrum Warszawy; siedziba gminy miejsko-wiejskiej Konstancin-Jeziorna. Powstało w 1969 r. w wyniku połączenia miast Skolimów-Konstancin i Jeziorna oraz kilku wsi. Jest siedzibą władz gminy. Według danych stołecznego Urzędu Statystycznego z 31 grudnia 2021, miasto miało 17 032 mieszkańców. Znane jako uzdrowisko, dawniej także ze względu na produkcję papieru.
W normatywnej polszczyźnie nazwa miasta powinna przyjmować rzeczownikowy paradygmat odmiany, nie przymiotnikowy (np. do Konstancina-Jeziorny, w Konstancinie-Jeziornie, natomiast wszelkie formy zakończone na -Jeziornej nie mają aprobaty preskryptywistów).

## Położenie
Miejscowość położona jest na styku Równiny Warszawskiej i Doliny Środkowej Wisły, nad rzeką Jeziorką oraz jej dopływem, Małą. Od południa i wschodu otoczona jest kompleksem lasów Chojnowsko-Słomczyńskich, a od północy styka się z Lasem Kabackim.
Od zachodu miasto graniczy z gminą Piaseczno, od północy z Bielawą, na wschód od miasta rozciągają się nadrzeczne tereny ograniczone Wisłą.

### Podział administracyjny
Miasto nie jest podzielone na formalne dzielnice, wyróżnia się jednak wyodrębnione ośrodki, zwykle pokrywające się z historycznymi składowymi – miasteczkami i osiedlami, istniejącymi na tym obszarze przed połączeniem miast w 1969. Należą do nich: Klarysew – graniczy z Warszawą, Jeziorna – ze względów historycznych czasem nazywana także Jeziorną Królewską – część centralna, tu znajdują się siedziba władz gminy i komisariat policji, Mirków – osiedle bloków mieszkalnych skupione wokół fabryki papieru, Konstancin – główna część uzdrowiskowa o niskiej, parkowo-willowej zabudowie, Grapa – osiedle bloków mieszkalnych (obecnie nazwą tą obejmuje się także teren dawnej Jeziorny Oborskiej) oraz Skolimów – dzielnica domów jednorodzinnych.

## Środowisko naturalne

### Geologia

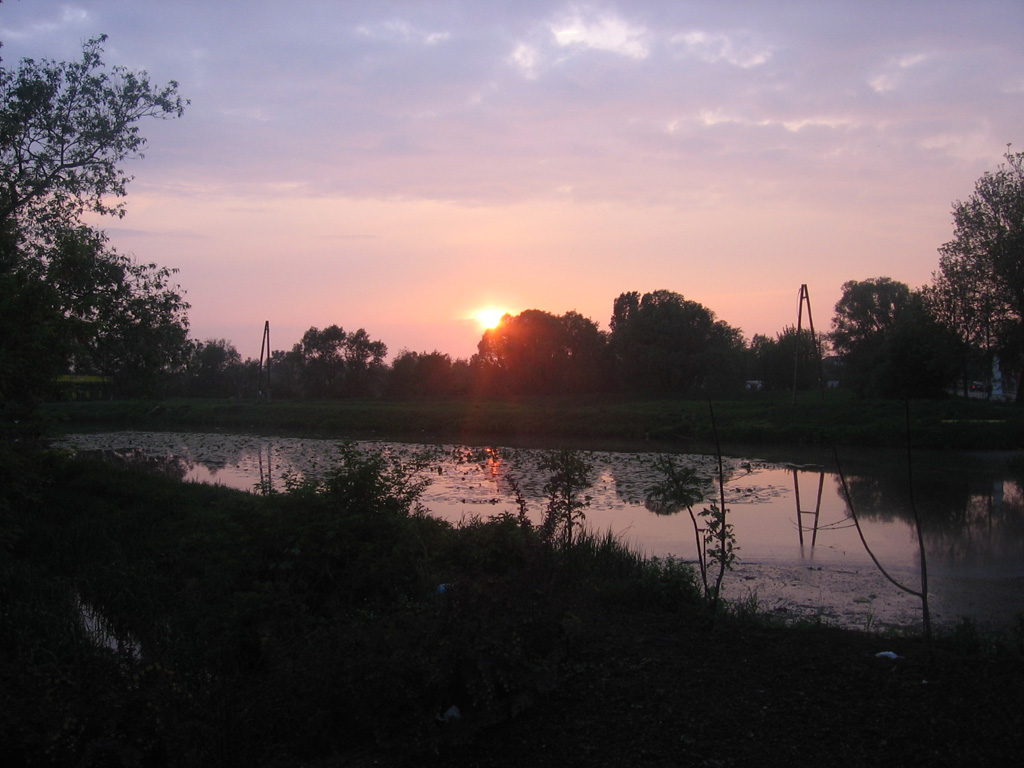
Zachód słońca nad jazem Imberfal

Miasto leży na obszarze Równiny Warszawskiej, wchodzącej w skład makroregionu Nizina Środkowomazowiecka, podprowincji Niziny Środkowopolskie. Główne cechy środowiska przyrodniczego ukształtowane zostały podczas zlodowaceń środkowopolskich i północnopolskich oraz zmian klimatycznych w okresie polodowcowym.
Teren miasta to silnie przekształcona powierzchnia akumulacji lodowcowej i wodnolodowcowej, o charakterze starej równiny erozyjno-denudacyjnej. Składają się na nią różnorodne osady piaszczyste i pyłowe, oraz gliny zwałowe. Równinę przecina dolina Jeziorki oraz mniejsze doliny jej dopływów. Najważniejsze z nich to Kanał Jeziorki oraz potok Mała.
Z południa na północ przebiega skarpa rzeczna, pozostałość doliny wiślanej, przechodząca na północy w skarpę warszawską, dochodząca do 30 metrów wysokości. Najwyraźniej widoczna jest na wysokości osiedla Grapa, gdzie oddziela miejską zabudowę skupioną wzdłuż ul. Wilanowskiej od podmokłych łąk na wschód od miasta.

### Klimat
Konstancin posiada wybitne walory uzdrowiskowe ze względu na złoża wód leczniczych i charakterystyczny mikroklimat związany z otaczającymi go kompleksami lasów sosnowych. Jest jedynym uzdrowiskiem w województwie mazowieckim w bezpośrednim sąsiedztwie Warszawy. Jest miejscem wydobycia ciepliczych wód mineralnych, wykorzystywanych w uruchomionej w 1979 tężni solankowej. W mieście, w ramach Uzdrowiska Konstancin-Zdrój Sp. z o.o. (sprywatyzowane w 2011 roku) funkcjonują obiekty uzdrowiskowe i sanatoryjne: „Biały Dom”, „Eva Park Life & Spa”. Działa tu także Szpital Rehabilitacji Neurologicznej, a także Mazowieckie Centrum Rehabilitacji Stocer. Szpital im. Prof. Mariana Weissa, w którym leczy się schorzenia kręgosłupa i narządów ruchu, oraz Centrum Kompleksowej Rehabilitacji (CKR).

### Wody
Przez miasto, w kierunku z zachodu na wschód przepływa rzeka Jeziorka. Na wysokości Parku Zdrojowego wpada do niej struga Mała (historycznie Wierzbna). Powyżej jazu Imberfal przy ul. Warszawskiej od Jeziorki oddziela się odnoga św. Jan, której przedłużeniem jest biegnący wzdłuż ul. Wojska Polskiego kanał, dawniej zaopatrujący fabrykę papieru. W Mirkowie znajdują się stawy retencyjne. Przez Skolimów przebiega tzw. rów Jeziorki, wpadający do głównej rzeki. W południowo-zachodniej miasta znajdują się tzw. glinianki, stawy pozostałe po dołach, skąd czerpano glinę na potrzeby Cegielni Chylickiej.

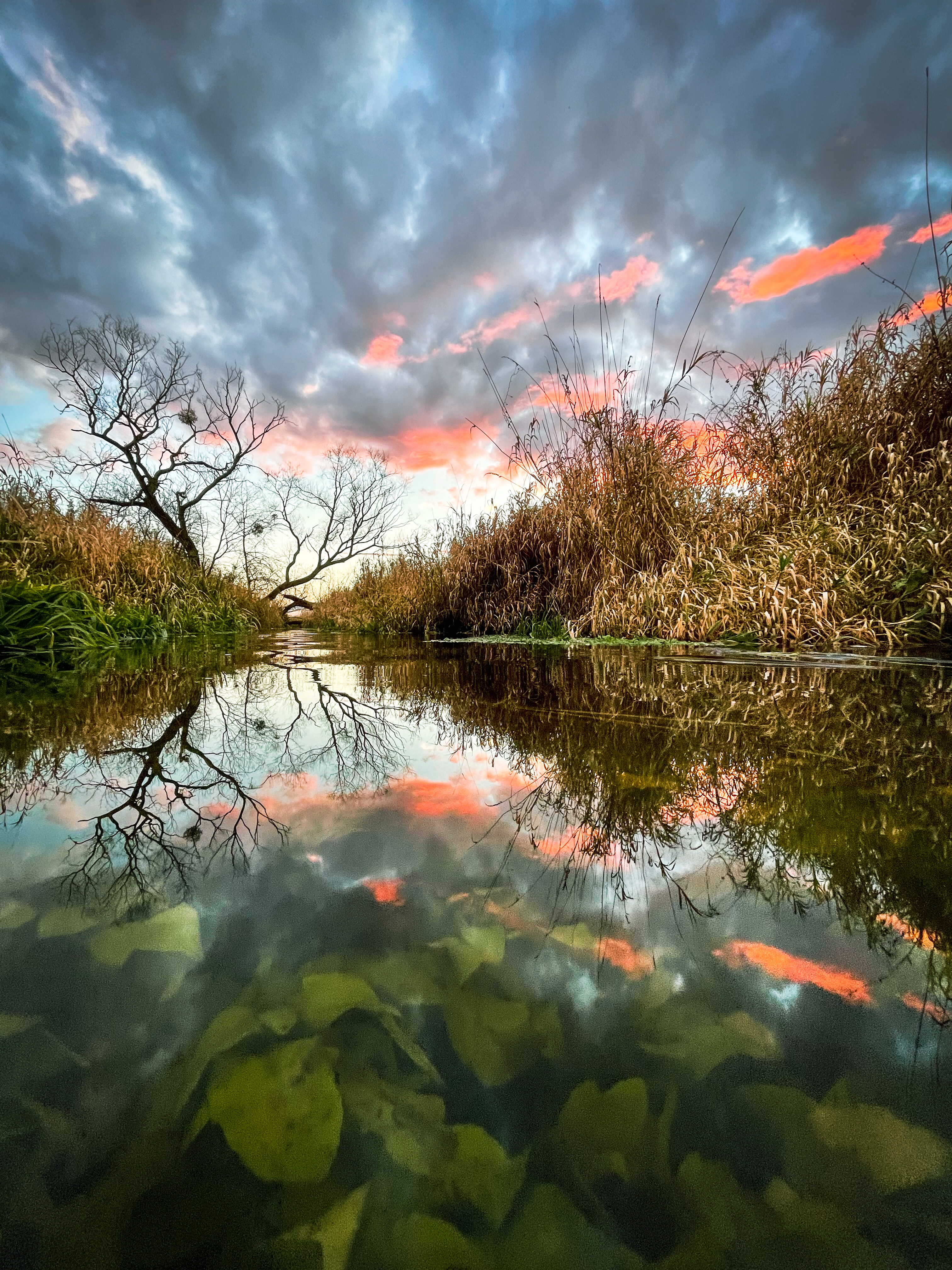
Rzeczka Mała na wysokości Nowego Czarnowa tworzy malownicze Rozlewisko

W 1965 roku na terenie Konstancina-Skolimowa odkryto źródła solanki. Z ujęcia na głębokości 1750 m od 1979 roku zaopatrywana jest tężnia (znajdująca się w Parku Zdrojowym), a od 2016 roku obiekt uzdrowiskowy Eva Park Life & Spa (tamże). Solanka ma temperaturę 29 °C i właściwości relaksacyjne i kosmetyczne. Wpływa leczniczo na układ nerwowy, gruczoły dokrewne i odporność organizmu.

### Przyroda

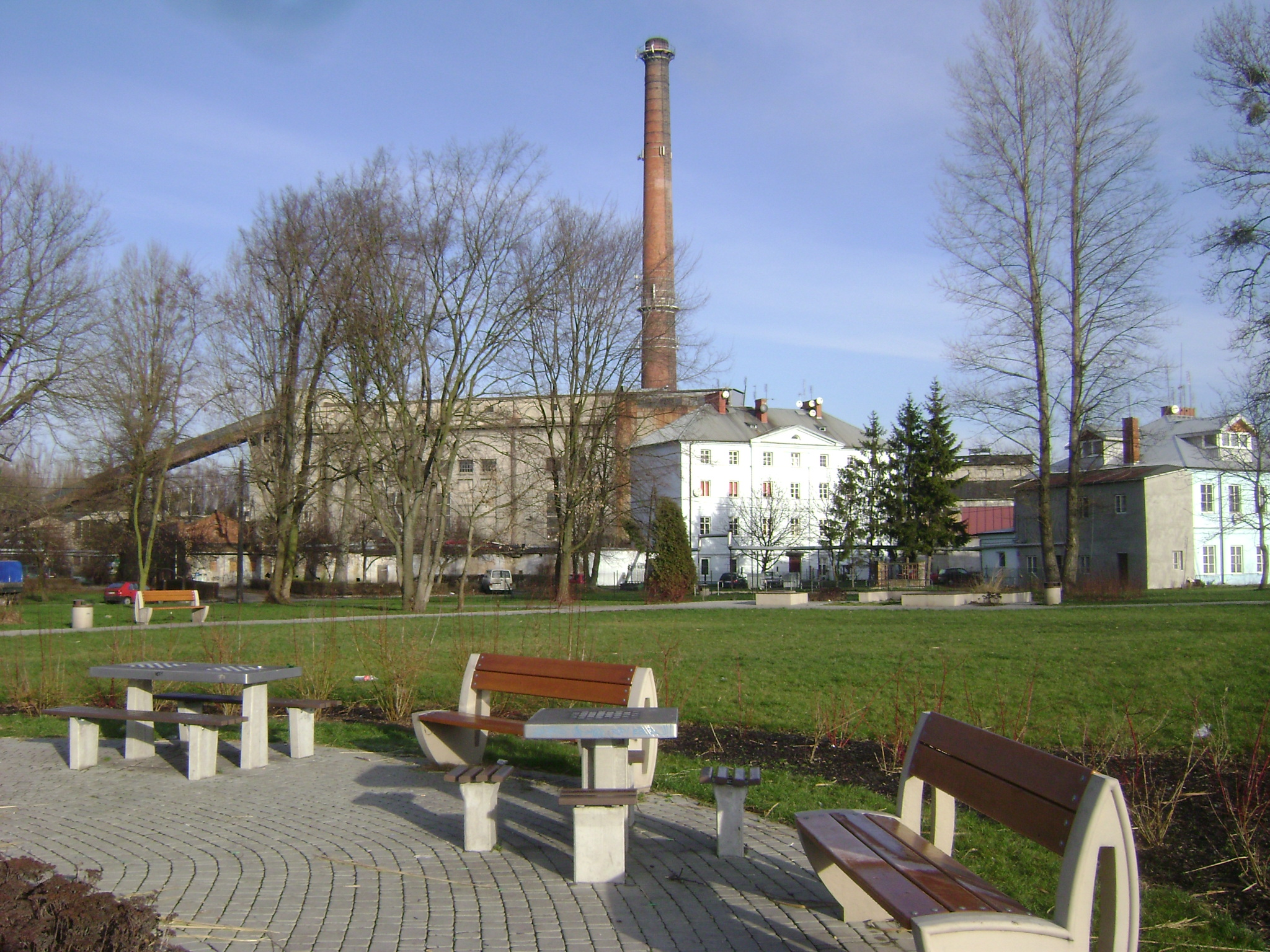
Fragment parku w Mirkowie

Na północ od Konstancina-Jeziorny rozciąga się Las Kabacki, Park Kultury w Powsinie oraz Ogród Botaniczny PAN. Na południe od Konstancina-Jeziorny rozciągają się tereny Chojnowskiego Parku Krajobrazowego, w których wydzielono kilka rezerwatów przyrody – m.in. Skarpa Oborska (15 ha), Obory (44 ha), Łęgi Oborskie (48 ha), Olszyna Łyczyńska (25 ha).
Na prawym brzegu rzeki Jeziorki, między terenami przemysłowymi w Mirkowie a wsiami nadwiślańskimi położone są łęgi, natomiast po południowej stronie Al. Wojska Polskiego – podmokłe łąki, przechodzące w kompleks lasów Chojnowsko-Słomczyńskich. Tereny Konstancina i Skolimowa są gęsto zadrzewione.
W dzielnicy Konstancin znajduje się Park Zdrojowy im. hr. Witolda Skórzewskiego z Tężnią Solankową, Centrum Hydroterapii i Amfiteatrem. Jego funkcjonalnym przedłużeniem jest Trakt Spacerowy im. Henryka Sienkiewicza, Aleja Miłośników Konstancina oraz Bulwar imienia prof. Jana Haftka (d. ulica Mostowa). Drugi park znajduje się w Mirkowie, między kościołem św. Józefa a stawem retencyjnym przy papierni.
Na terenach między Jeziorką a ulicami Bielawską i Mirkowską (przecięte na dwa odrębne obszary przez rzekę Jeziorkę), oraz wzdłuż ul. Literatów (w bezpośrednim sąsiedztwie rezerwatu Skarpa Oborska) usytuowane są ogródki działkowe.
W obszarze miasta rośnie kilkadziesiąt drzew wpisanych do Centralnego Rejestru Form Ochrony Przyrody jako pomniki przyrody, m.in. dąb Mieszko przy ulicy Leśnej. Za pomnik przyrody uznane są też trzy granitowe głazy narzutowe znajdujące się przy ul. Od Lasu – Głazy Żeromskiego.

## Historia

### Jeziorna

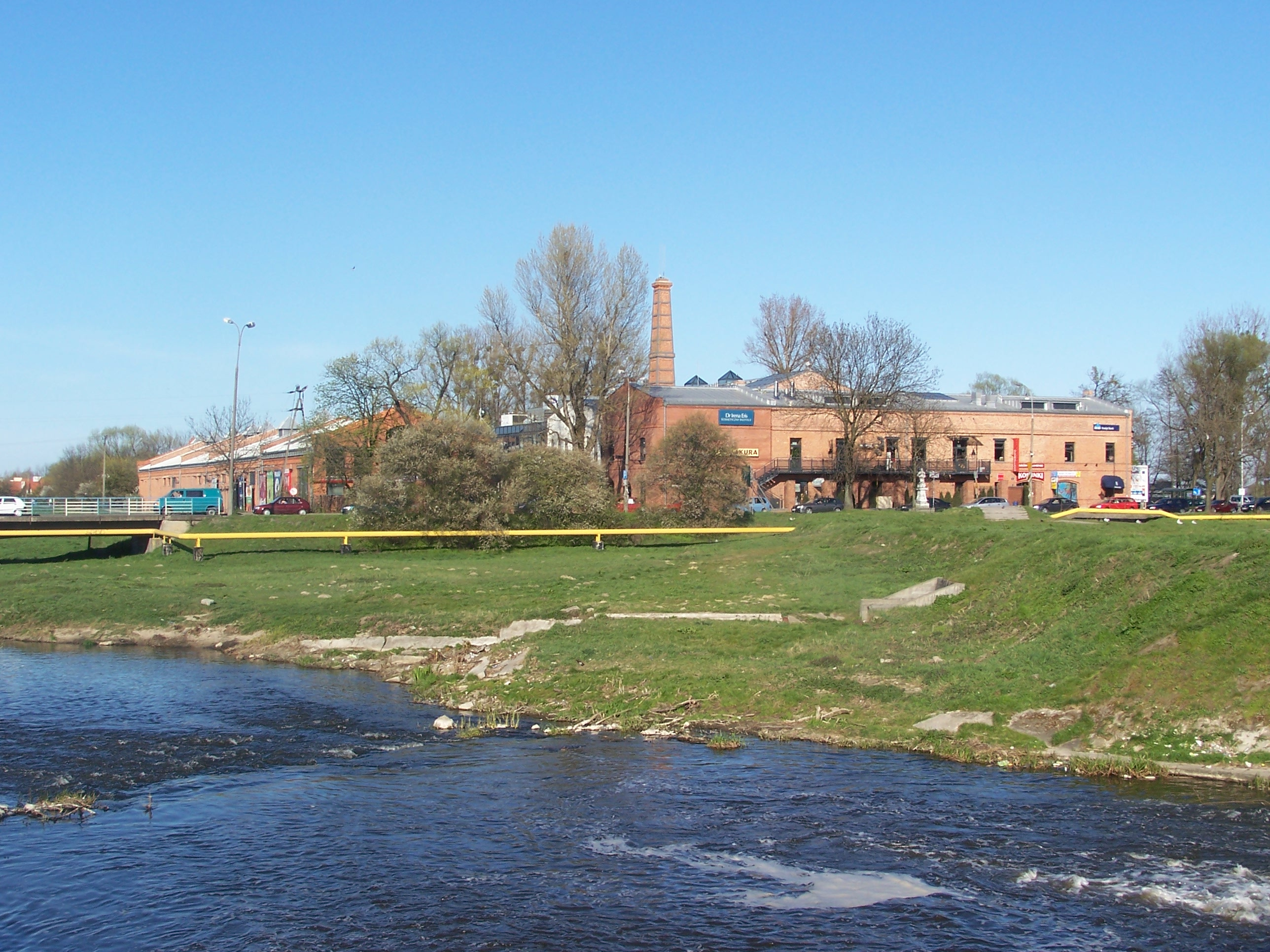
Stara Papiernia

Jeziorna była wsią istniejącą już od średniowiecza, powstałą prawdopodobnie ok. XIII-XIV w wokół przeprawy rzecznej. Pierwsza pisemna wzmianka na jej temat w dokumentach pojawia się w 1410 roku przy okazji wyłączenia parafii w Powsinie z parafii wilanowskiej. Z miejscowością wiąże się powiedzenie „Czy wiesz gdzie Jeziorna?”, oznaczające w XVIII wieku groźbę „apelacyi pod Jeziorną”, czyli pojedynku. Na terenie objętym władzą marszałka dworu pojedynki były zakazane, jego granicę stanowiła rzeka Jeziorka, dlatego tu właśnie ówcześni korzystali z ustronnego miejsca – być może położonego w miejscu dzisiejszego Parku Zdrojowego lub osiedla Grapa. Rzeka rozdzielała także Jeziornę Królewską (na północ od Jeziorki), pozostającą we władzy króla, od Jeziorny Oborskiej (na południu), należącej do właścicieli Obór.
24 czerwca 1607 r. rokoszanie Zebrzydowskiego obradując na polach Jeziorny uchwalili swój manifest do króla Zygmunta III Wazy, wydając akt detronizacji monarchy.
Od początków XV wieku na terenie Jeziorny (konkretnie tzw. Jeziorna Oborska, leżąca na terenach dóbr Oborskich) funkcjonował młyn. W obecnym miejscu przy grobli nad Jeziorką zlokalizowany był co najmniej od 1730 roku. W 1775 roku baron Jan Kurtz zwrócił się do króla Stanisława Augusta Poniatowskiego z propozycją założenia w Jeziornie papierni. Zakład został wybudowany półtora kilometra w dół rzeki od tego pierwszego młyna. Był to jeden z najstarszych zakładów papierniczych w Polsce i pierwszy na terenie Mazowsza. W powstałej wtedy Królewskiej Fabryce Papiery czerpano m.in. papier na którym spisana została Konstytucja 3 maja. Przy papierni powstała osada. W kolejnych latach zakład przechodził na własność Samuela Bruschkego, a następnie Józefa Krzyczkowskiego. Trzykrotnie spłonął – w latach 1804, 1819 i 1829.
W 1830 roku zakład przeszedł na własność Banku Polskiego. Powstawał w nim papier używany m.in. do druku papierów wartościowych. W 1836 r. wyposażony on został w nowoczesne maszyny sprowadzone dwa lata wcześniej z Wiednia – była to pierwsza maszyna papiernicza w Polsce, pozwalająca na produkcję „papieru bez końca”. Umieszczono ją w wykupionym na te potrzeby „górnym zakładzie”, zaprojektowanym przez Jana Jakuba Gaya w latach 1836–1838 i położonym w miejscu dawnego młyna. Stworzono wtedy nowoczesny kompleks industrialny, łączący dwa zakłady. Od tamtej pory przyjęło się nazywać nowy kompleks „górną papiernią”, stary zaś „dolną papiernią”. W 1888 r. zakład w Jeziornie wykupiło Akcyjne Towarzystwo Mirkowskiej Fabryki Papieru. Z inicjatywy Edwarda Natansona w rok później przeniesiono do Jeziorny z Mirkowa większość maszyn i fachowców. Również z jego inicjatywy powstało osiedle Porąbka, przeznaczone dla pracowników nowej fabryki. Dla uczczenia przemysłowca przez szereg lat używano na jego określenie nazwy Edwardów, sama zaś dzielnica nazywana jest obecnie Mirkowem od nazwy macierzystej papierni.
W 1905 robotnicy z papierni brali udział w manifestacji pierwszomajowej, która została rozgromiona przez policję. W 1926 miał miejsce 11 tygodniowy strajk, a w latach 1927–1931 liczne manifestacje i starcia z policją od których Jeziornę nazywano Czerwonym Mirkowem. Przed II wojną światową w Jeziornie silna była gmina żydowska. Według spisu powszechnego z roku 1921 Żydzi stanowili połowę mieszkańców osady (było ich 329), w roku 1939 liczba ta wzrosła do 455. Na terenie działała m.in. bożnica wybudowana na początku lat 30. u zbiegu ul. Warszawskiej i ul. Bielawskiej i mykwa (budynek zachowany do dziś, przy ul. Bielawskiej). W czasie wojny Niemcy najpierw zgromadzili Żydów z Jeziorny i okolic w krótko istniejącym getcie (znajdującym się między rzeką Jeziorką a ulicą Bielawską), a następne wywieźli ich do getta w Warszawie (dokładna data wywózki nie jest pewna – źródła mówią o styczniu lub lutym 1941 roku).
W rejonie Jeziorny i Skolimowa-Konstancina działała grupa Armii Krajowej V obwodu „Gątyń”. Na terenie samej gminy Jeziorna funkcjonowały trzy plutony, oraz samodzielny, chociaż działający w strukturach AK batalion NSZ działający przy fabryce papieru. W dniu wybuchu powstania właśnie ten oddział zaatakował z powodzeniem niemiecki posterunek przy fabryce, następnie walki przeniosły się do Klarysewa, a potem w kierunku Powsina.
Po 1945 papiernia w Jeziornie znana była jako Warszawskie Zakłady Papiernicze im. Mariana Jaworskiego – jeden z głównych producentów papieru w PRL, w latach 90. XX wieku sprywatyzowany. Przez lata górny kompleks zredukowany został do celów szmaciarni (i tym mianem jest nadal czasem określany) oraz magazynów. Spłonął niemal doszczętnie w pożarze w 1984 roku. W odrestaurowanych i rozbudowanych budynkach starej części papierni stworzono w 2002 roku centrum handlowe „Stara Papiernia” (według projektu biura Bulanda Mucha Architekci (BiM)). „Dolny” zakład, należący w ostatnim okresie działalności do Metsa, przestał produkować papier i został zamknięty w 2012 roku. Większość zakładu, z wyłączeniem niektórych obiektów zabytkowych i komina, wyburzono w latach 2013–2014.

### Skolimów

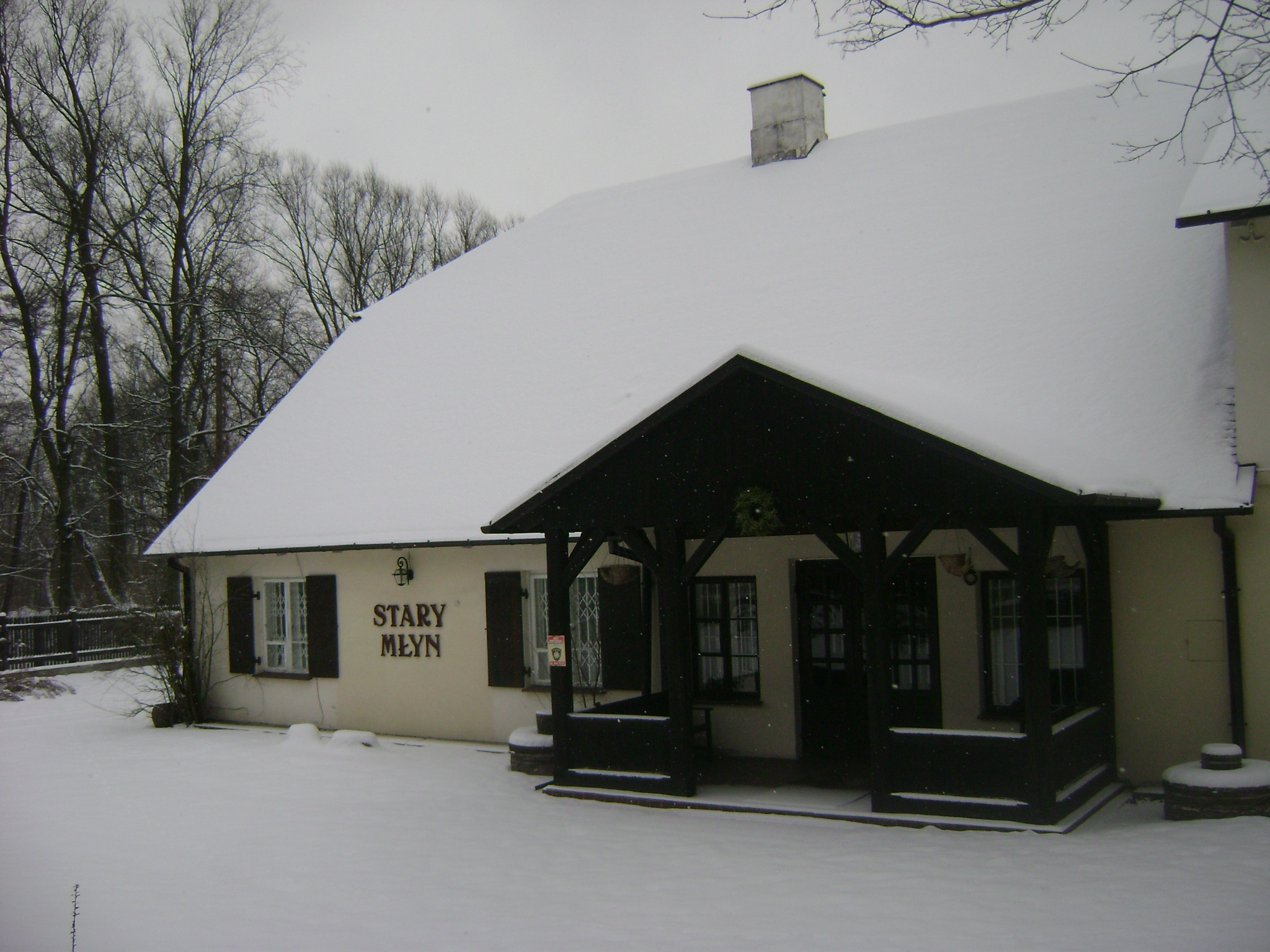
Budynek dawnego młyna w Skolimowie przy ul. Chylickiej, Konstancin-Jeziorna

Pierwsze wzmianki o Skolimowie pojawiają się w zapisach historycznych w 1407 roku wraz z imieniem Jacusa ze Skolimowa, protoplasty rodu, który władał tym terenem aż do XVI w. Najprawdopodobniej na terenach leżących na północnym brzegu Jeziory (obecnie Jeziorki) z nadania książąt mazowieckich osiedli rycerze z Prus, uciekający przed wojną między Koroną a zakonem krzyżackim, tworząc osadę Skolimowo (Scolymowo). W XVII wieku Skolimów przeszedł na własność dziedziców Obór. Prawdopodobnie również w XVII wieku na terenie wybudowany został dwór; pierwsze wzmianki pisemne o nim pochodzą z 1753 roku, kiedy od Wielopolskich (ówcześni posiadacze dóbr oborskich) wydzierżawił go Jan Ogonowski.
Na początku XX w. na południowym brzegu Jeziorki założone zostało letnisko – odtąd Skolimów był także miejscowością letniskową, oferującą podobne walory lecznicze i naturalne jak (założony w 1897 na południowym brzegu, w dół rzeki) niedaleki Konstancin (z którym został połączony w jeden ośrodek miejski w 1952 roku).

### Konstancin

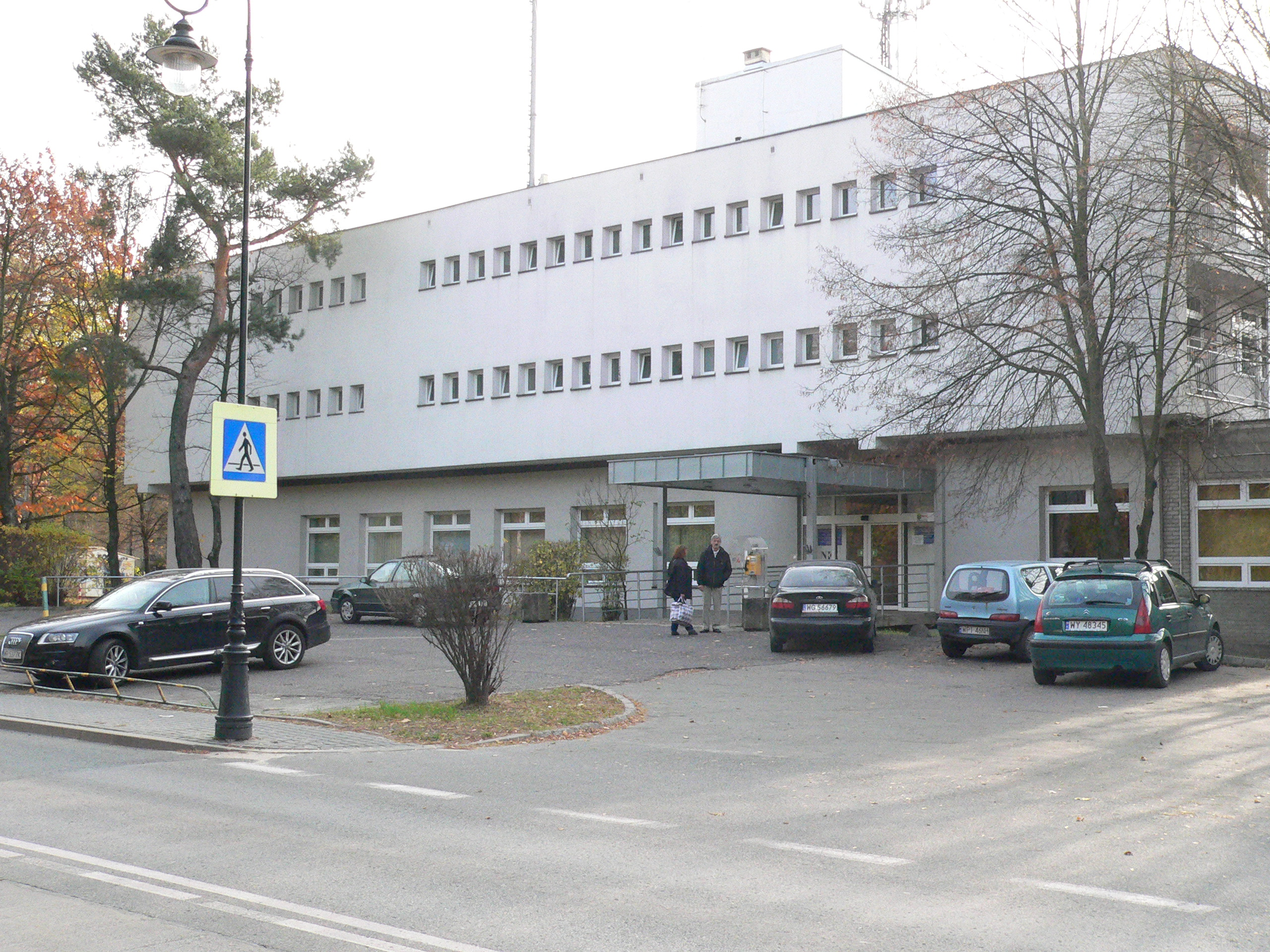
Centrum Rehabilitacji Stocer – oddział dziecięcy przy ul. Długiej, Konstancin-Jeziorna

Nazwa Konstancina pochodzi od imienia hrabiny Konstancji z Potulickich Skórzewskiej. Konstancin powstał z terenu wydzielonego z dóbr oborskich, zapisanego hrabinie w testamencie przez siostrę w roku 1898, rozparcelowanego przez syna Konstancji, hrabiego Witolda Skórzewskiego i jego wuja, Stanisława Mielżyńskiego, folwarku leśnego Konstancja (ok. 100 ha) pod koniec XIX wieku – oficjalna data założenia miasta 1897 r. Leśne tereny niedaleko Warszawy, położone na przedłużeniu Traktu Królewskiego z dojazdem Kolejką Wilanowską, stały się popularnym miejscem budowy willi letniskowych. Na przełomie XIX i XX wieku powstało tu wiele okazałych rezydencji zaprojektowanych przez czołowych polskich architektów we wszystkich modnych ówcześnie stylach: od stylów historycznych (neogotyk, neoklasycyzm etc.), poprzez architekturę dworkową i witkiewiczowski styl zakopiański, ale również wzory willi włoskich czy zameczków nadreńskich, aż po fantazyjną secesję, modernizm, czy oszczędny funkcjonalizm lat 30. Projektantami byli m.in.: Jan Fryderyk Heurich, Władysław Marconi, Henryk Gay, Tadeusz Tołwiński, Józef Pius Dziekoński, Władysław Jabłoński, Kazimierz Skórewicz, Franciszek Lilpop, Bronisław Colonna-Czosnowski, Czesław Przybylski i Grupa Praesens. Mieszkańcami Konstancina byli między innymi Stefan Żeromski i Wacław Gąsiorowski (pełnił funkcję sołtysa Konstancina). Konstancin w dwudziestoleciu międzywojennym był reklamowany jako miejsce elit kultury i sztuki. Z kanalizacją, bieżącą wodą i elektrycznością.
W czasie wojny wille Konstancina zostały zajęte przez Niemców; przebywali tu oficerowie, a także ranni. Bywał tu m.in. Ludwig Fischer, gubernator GG. W sierpniu 1944 roku na obszarze Skolimowa-Konstancina i sąsiedniej Jeziorny działał V obwód AK „Gątyń”. Toczyły się tu walki z Niemcami wycofującymi się po starciach w Jeziornie. W porozumieniu z lokalnym oddziałem AL skontaktowano się z Armią Czerwoną i dokonano nalotu, mającego na celu zgładzenie Fischera, rozpoznanego przez żołnierzy; akcja nie powiodła się.
W latach powojennych Konstancin traktowany był przez władze stołeczne jako miejsce „zsyłki”. Zabytkowe i piękne wille objęto „szczególnym trybem najmu” i zasiedlono lokatorami komunalnymi. Część z nich nadal mieszka w tych budynkach, powoli popadających w ruinę. W dzielnicy Królewska Góra stworzone zostało zamknięte osiedle dla partyjnych przywódców.
Po wojnie, w 1953 roku w uzdrowisku, na bazie istniejącej wcześniej infrastruktury szpitalnej, zostało założone Stołeczne Centrum Rehabilitacji (Stocer) kierowane przez prof. Mariana Allana Weissa Ideą ośrodka było leczenie kompleksowe, również najcięższych przypadków, które pozbawiają pacjentów samodzielności. Polegała ona nie tylko na wykonaniu niezbędnych zabiegów chirurgicznych, lecz również rehabilitacji, zaopatrzeniu ortopedycznym, nauce nowego zawodu i samodzielności w podstawowych funkcjach życiowych. Placówka istnieje i działa po dziś dzień. Po przemianach ustrojowych działalność placówki została wydatnie ograniczona.
W latach 60. XX w. odkryto pod miastem złoża solanki.

### Połączenie miast

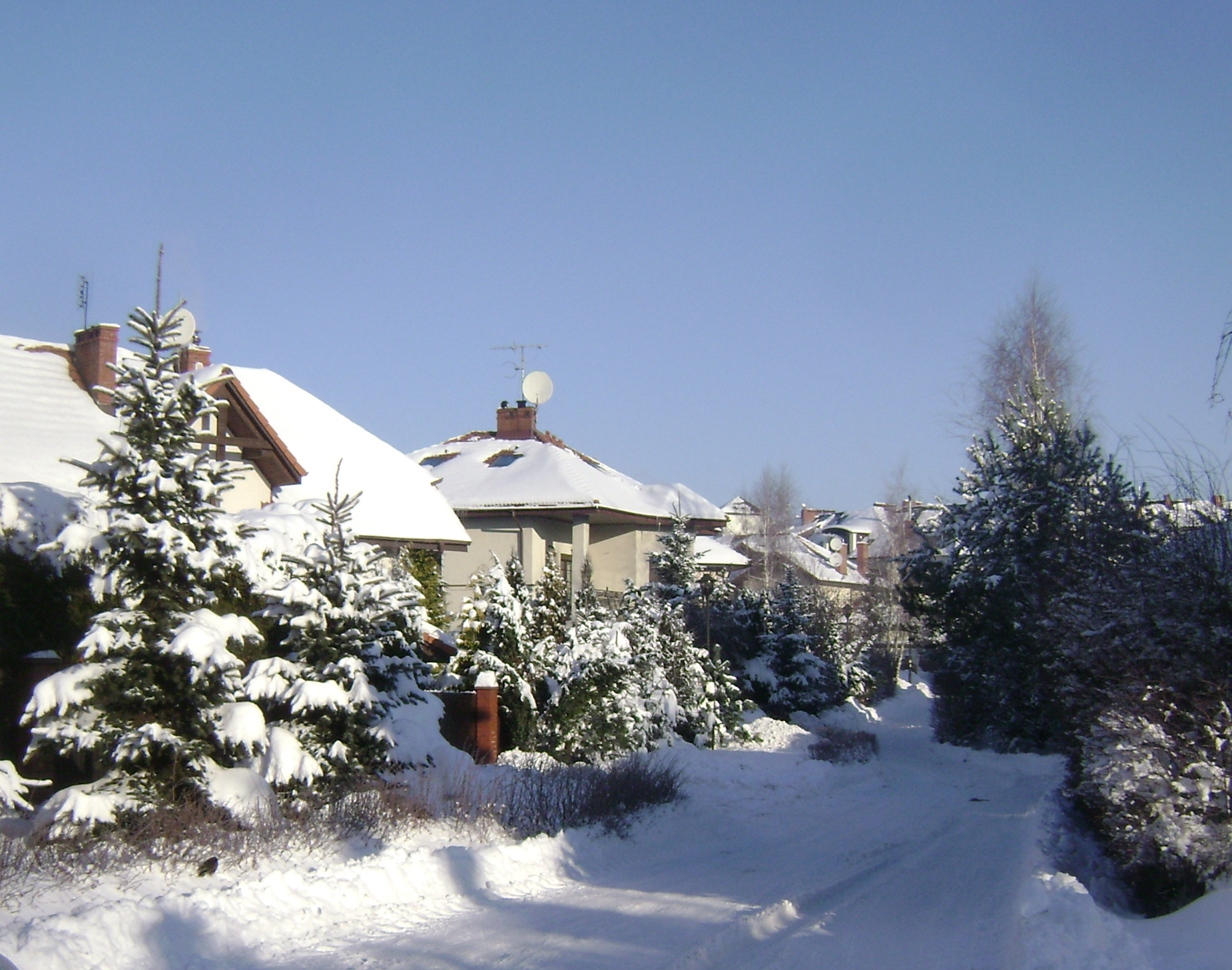
ul. J. Kochanowskiego

W 1969 doszło do administracyjnego połączenia Jeziorny, Konstancina-Skolimowa oraz kilku okolicznych wsi (Klarysew i in.) i utworzenia nowego tworu miejskiego Konstancina-Jeziorny. Od momentu utworzenia miasto należało do woj. warszawskiego, również po zmniejszeniu jego obszaru w latach 1975–1998 (wówczas województwo warszawskie (1975–1998)). Po ponownym utworzeniu powiatu piaseczyńskiego 1 stycznia 1999 roku Konstancin-Jeziorna wszedł w jego skład, a wraz z nim w skład województwa mazowieckiego.
W 1975 miasto zostało odznaczone Orderem Sztandaru Pracy I klasy. W 1979 uruchomiono tężnię solankową.
Wraz z nadejściem boomu budowlanego w pierwszych latach XXI wieku miasto znów stało się modne – zaczęły w nim powstawać nowoczesne, prywatne osiedla domów wielorodzinnych, osiągające na wolnym rynku wysokie ceny. Jednocześnie tylko nieliczne zabytkowe wille są remontowane, a wiele z nich popada w ruinę, niektóre ulegają zniszczeniu w wyniku samowoli budowlanych lub zaniedbań właścicieli.
Wielu mieszkańców to przedstawiciele tzw. „warszawskiej elity” – artyści, politycy, wysocy urzędnicy państwowi, generalicja, biznesmeni, architekci, prawnicy, dyplomaci i lekarze.
Wraz z gwałtownym wzrostem liczby mieszkańców, a także dużym rozwojem motoryzacji cały ośrodek miejski zaczął odczuwać problemy komunikacyjne, spowodowane opóźnieniami we wprowadzaniu nowoczesnych rozwiązań drogowych i transportowych.

## Demografia
Według danych GUS za rok 2011 miasto miało 17 566. Gęstość zaludnienia wynosiła 944,0 os./km². Według danych NSP w 2002 współczynnik aktywności zawodowej dla gminy wynosił poniżej 60%.
- Piramida wieku mieszkańców Konstancina-Jeziorny w 2015 roku[51].

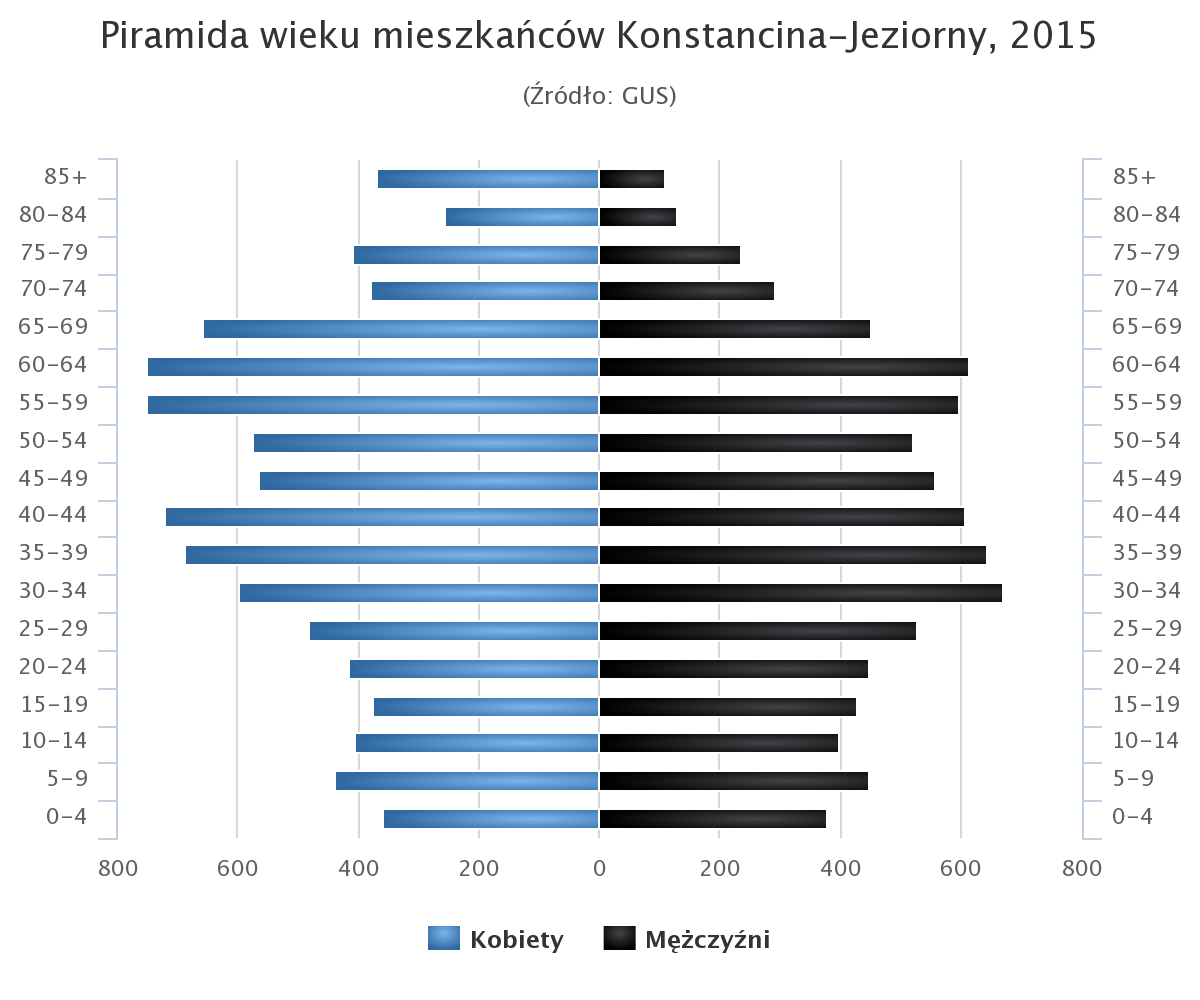

## Symbole

Flaga Konstancina-Jeziorny

Herb Konstancina-Jeziorny przedstawia dąb (brązowy pień, korona – zieleń heraldyczna), nad falami w kolorze błękitu heraldycznego symbolizującymi Jeziorkę, rzekę nad którą leży miasto. Herb znajduje się na białej tarczy herbowej. Flaga składa się z trzech równej długości i szerokości, ułożonych poziomo pasów. Górny posiada kolor zielony, środkowy biały, a dolny kolor niebieski. Na środku flagi, zajmując częściowo pasy górny i dolny i w całości pas środkowy znajduje się herb Konstancina-Jeziorny. Symbole zostały ustalone uchwałą Nr 441 z 17 października 2005 r.

## Polityka
Władzę w mieście sprawuje burmistrz i rada miejska. W skład Rady Miejskiej wchodzi 21 osób, wybieranych w wyborach samorządowych co pięć lat (do 2018 roku cztery lata). Miasto jest jednocześnie siedzibą władz gminy Konstancin-Jeziorna.

### Współpraca międzynarodowa
Lista miast partnerskich ze strony UMiG:
- Cēsis, Łotwa
- Hranice, Czechy
- Denzlingen, Niemcy
- Krzemieniec, Ukraina
- Leidschendam-Voorburg, Holandia
- Nowa Wilejka, Litwa
- Pisogne, Włochy
- Saint-Germain-en-Laye, Francja

W ramach współpracy miast partnerskich realizowane są wymiany uczniów, wizyty władz samorządowych i inne programy.

## Gospodarka

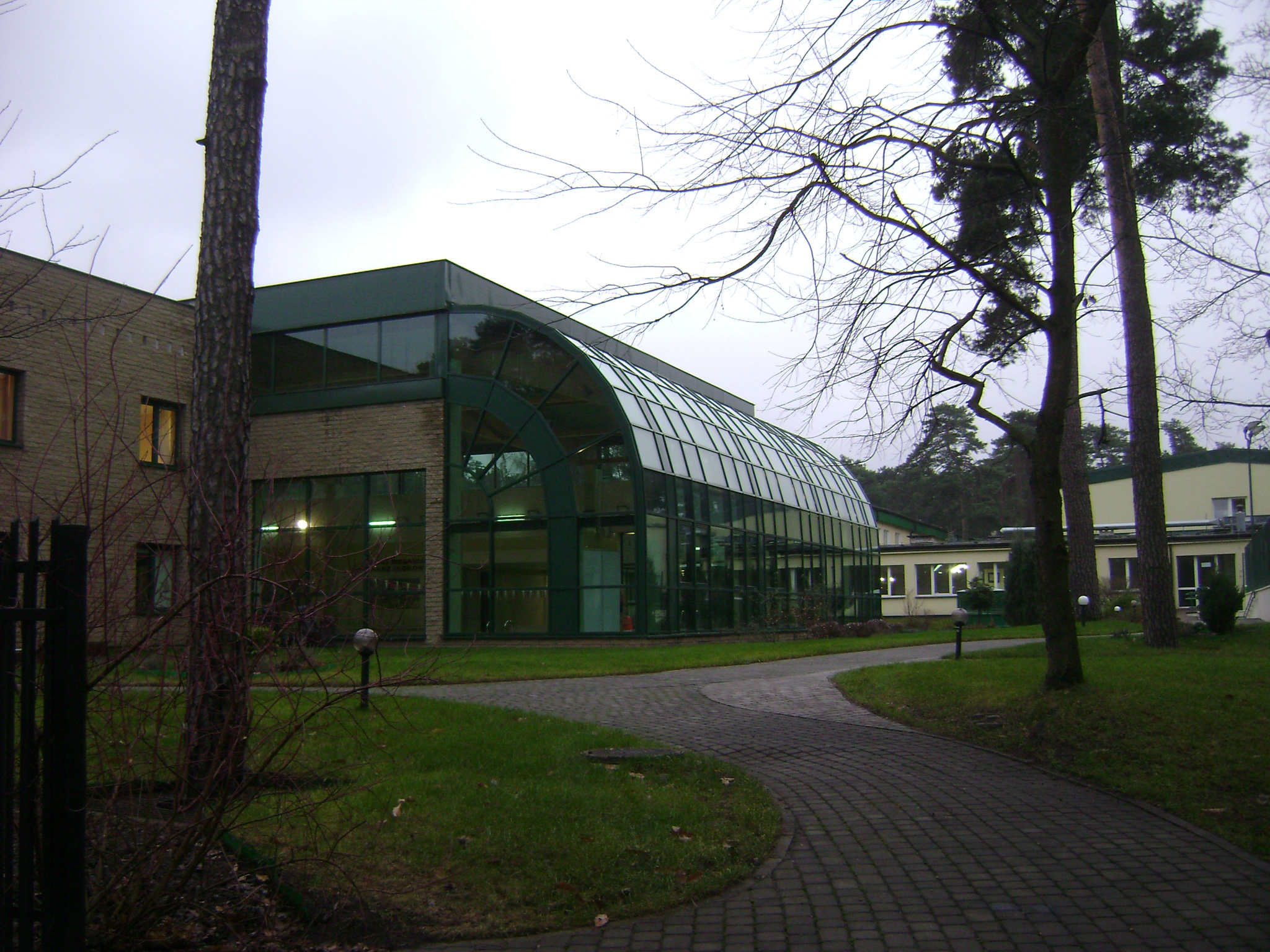
CKR, przeszklona hala basenu

W okresie przed 1989 rokiem największymi lokalnymi pracodawcami były Warszawskie Zakłady Papiernicze, Stołeczne Centrum Rehabilitacji „Stocer” oraz zakład mechaniki precyzyjnej „Inco”. Struktura ta zaczęła się zmieniać wraz z przekształceniami własnościowymi. Według danych NSP w 2002 współczynnik aktywności zawodowej dla gminy wynosił poniżej 60%. W mieście było wtedy 4809 miejsc pracy, z czego 45% w sektorze prywatnym. Na przełomie wieków rozpoczęła się tendencja wzrostu zatrudnienia w sektorze prywatnym kosztem publicznego. W roku 2001 WZP zostały sprywatyzowane, co spowodowało stopniową redukcję zatrudnienia i przechodzenie osób dotąd aktywnych na emerytury i zasiłki przedemerytalne. W 2012 zakład został zamknięty, co przyczyniło się do kontynuacji tego trendu. Podobne redukcje miały miejsce w służbie zdrowia – redukcja etatów w Stocerze (który mimo to pozostawał liderem zatrudnienia) i zamknięcie szpitala kardiologicznego MSW przyczyniło się do wzrostu bezrobocia. Z drugiej strony pojawiły się nowe miejsca pracy w sprywatyzowanych CKR (dawniej Centrum Kształcenia i Rehabilitacji) oraz w Uzdrowisku Konstancin-Zdrój, a także w Centrum Handlowym „Stara Papiernia”. Część osób znajduje zatrudnienie na terenie Warszawy i położonego blisko powiatowego Piaseczna. Według danych za rok 2021 bezrobocie zarejestrowane wynosi 3,8 i jest znacząco niższe niż średnia dla województwa i średnia krajowa. 10,6% aktywnych zawodowo pracuje w rolnictwie (w tym leśnictwo, łowiectwo i rybactwo), 24,8% w przemyśle i budownictwie, 33,7% w usługach takich jak handel, naprawa pojazdów, transport, gastronomia, komunikacja, a 3,6% w sektorze finansowym.

## Infrastruktura
Trwają prace nad pokryciem całego terenu miasta siecią wodociągową i kanalizacyjną, która obecnie (2016) nie obsługuje jeszcze wszystkich mieszkańców. Miejska sieć kanalizacyjna odprowadza nieczystości do zmodernizowanej i otwartej w 2015 roku oczyszczalni, obsługiwanej przez firmę Saur, o mocach przerobowych 6000 m³ na dobę.
Komisariat Policji znajduje się przy ul. Polnej 4 w Jeziornie; teren miasta podzielony jest na cztery rewiry, obsługiwane w sumie przez pięciu dzielnicowych.
Siedziba straży miejskiej znajduje się przy ul. Warszawskiej 32, w Jeziornie, tuż obok Komisariatu Policji. Strażnicy prowadzą patrole piesze, zmotoryzowane i rowerowe.
Miejskie jednostki Ochotniczej Straży Pożarnej mieszczą się przy ul. Świetlicowej 1 w Jeziornie (OSP Jeziorna, włączona do KSRG) oraz przy ul. Pułaskiego 72 w Skolimowie (OSP Skolimów, poza KSRG).
Nocną i świąteczną opiekę zdrowotną zapewnia m.in. Szpital im. prof. M. Weissa w Konstancinie-Jeziornie przy ul. Wierzejewskiego 12 (w budynku dawnego Ambulatorium Chirurgii Urazowej).
Obsługę Zespołów Ratownictwa Medycznego zapewnia Wojewódzka Stacja Pogotowia Ratunkowego i Transportu Sanitarnego „Meditrans” SP ZOZ w Warszawie, a w Konstancinie znajduje się stacja wyczekiwania z zespołem podstawowym.

### Transport

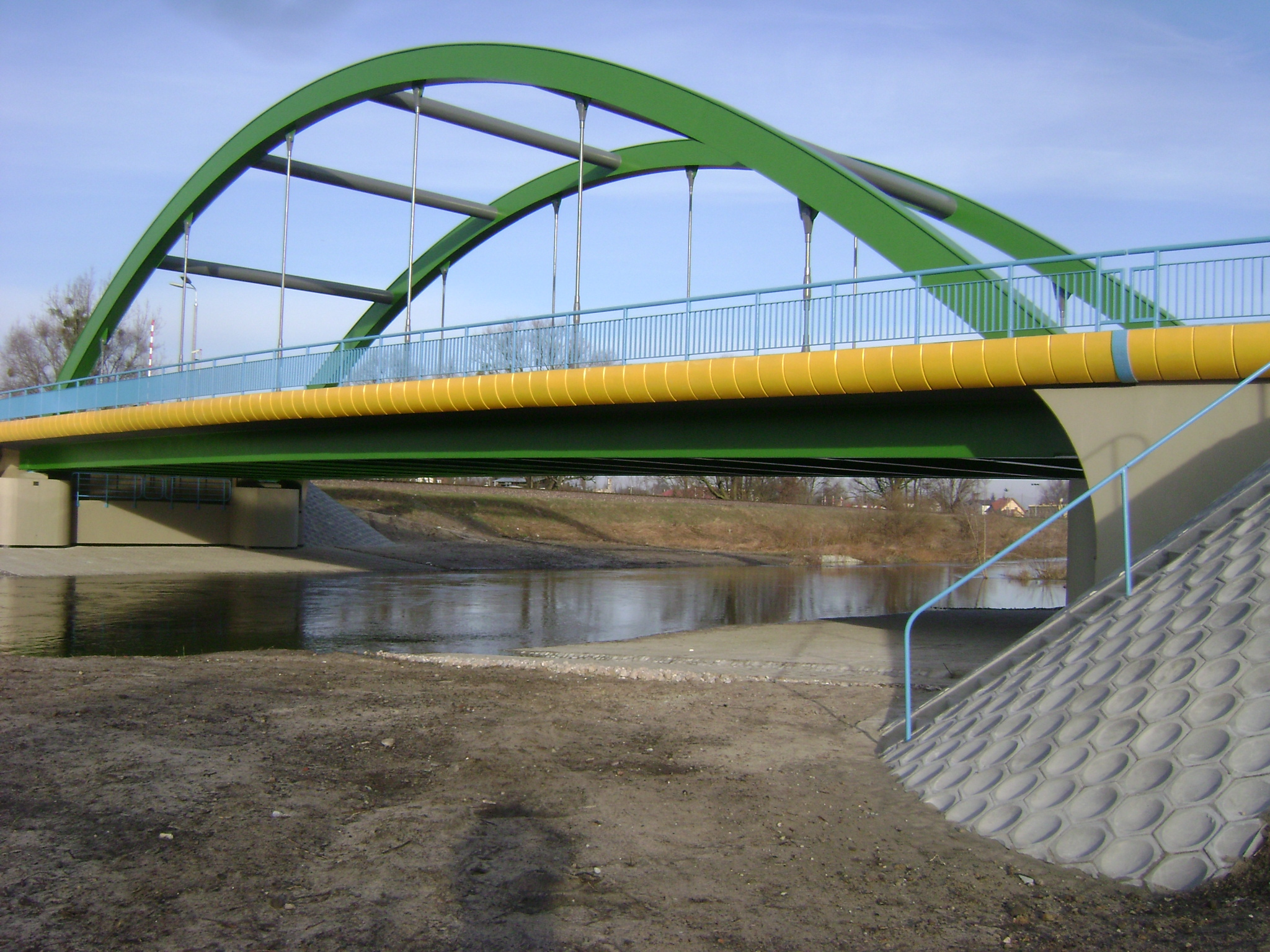
Most na Jeziorce

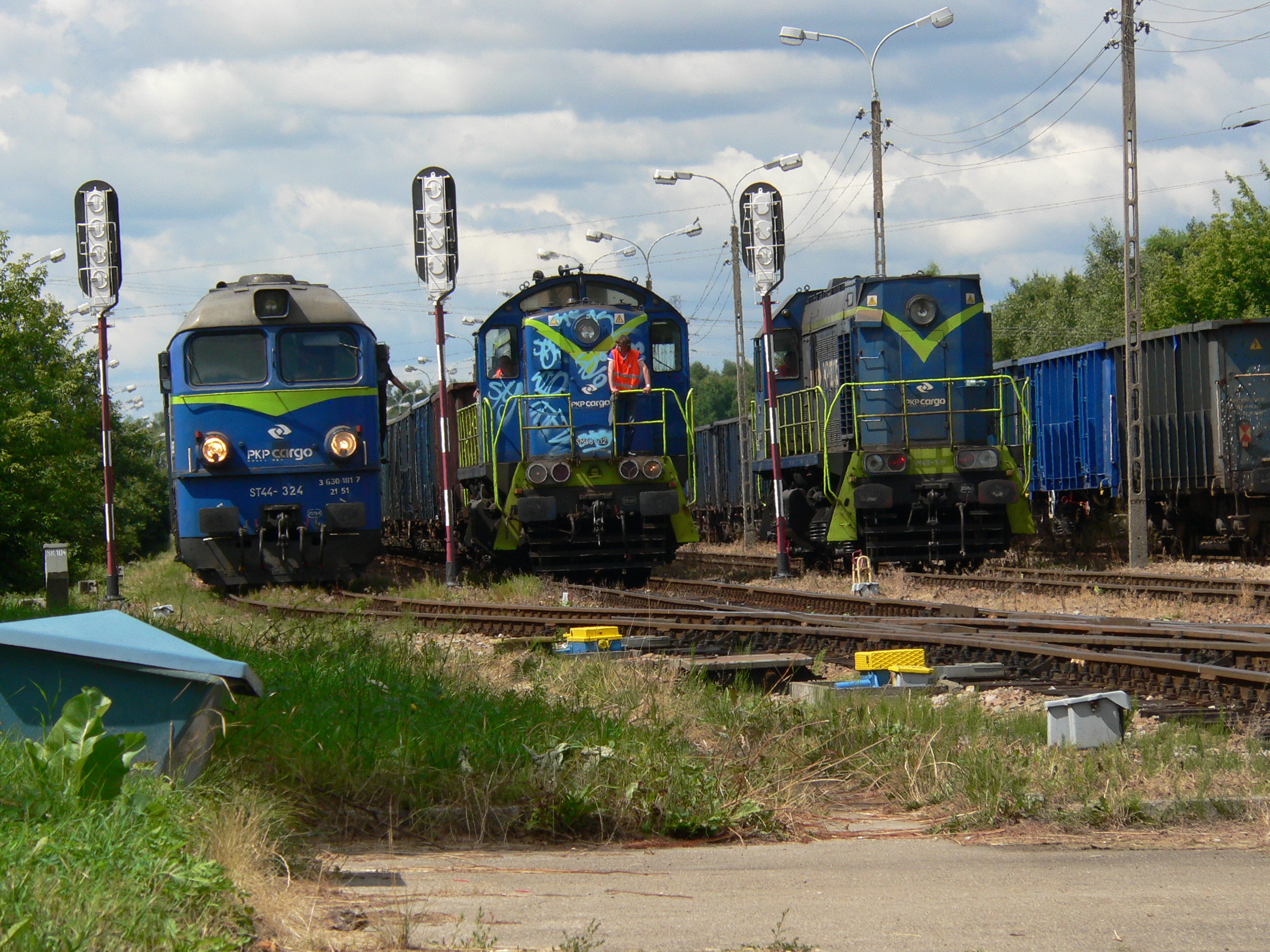
Pociągi towarowe na stacji przeładunkowej w Jeziornie na linii kolejowej nr 937

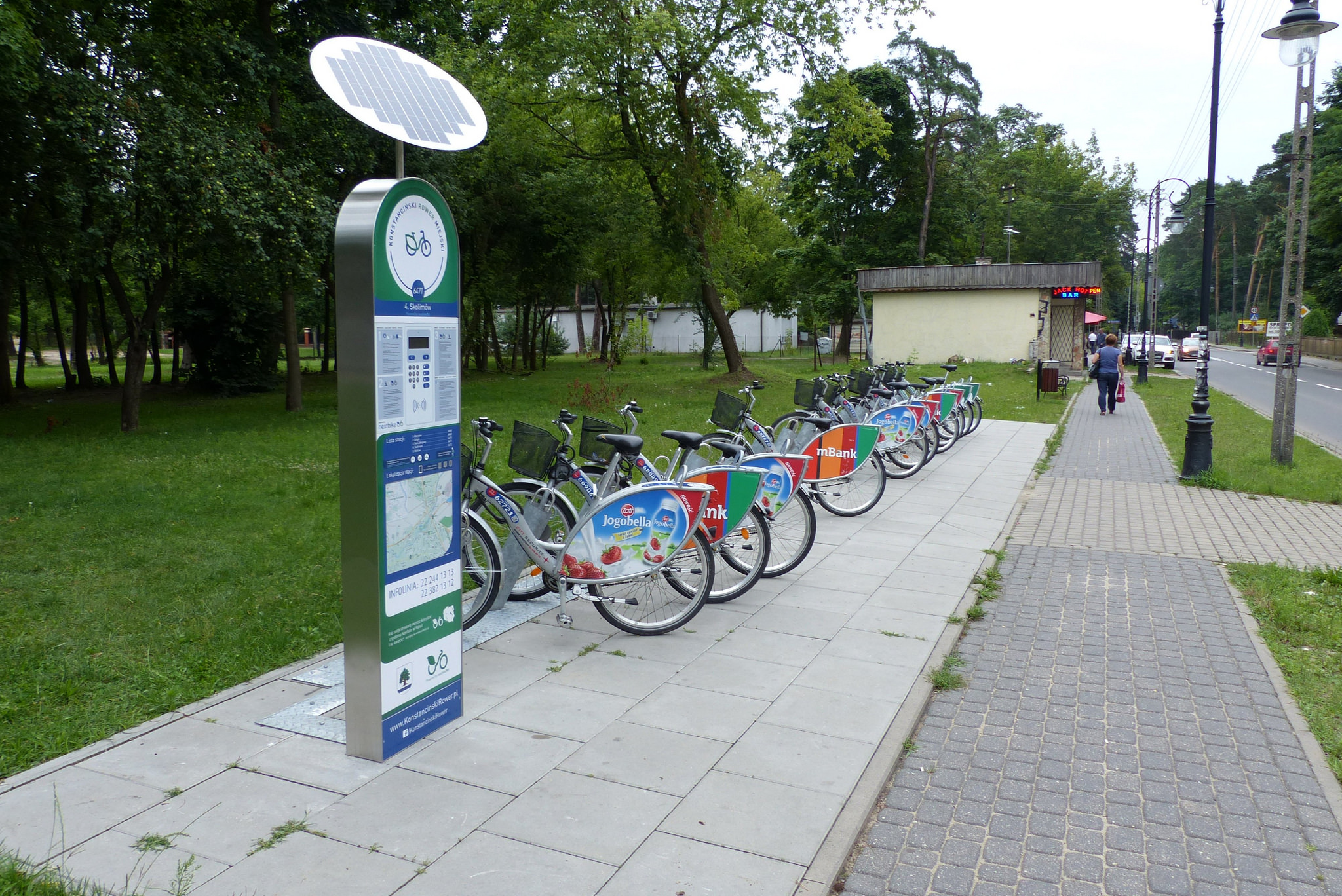
Stacja Konstancińskiego Roweru Miejskiego w Skolimowie

#### Publiczny transport zbiorowy
Miasto posiada stałe połączenia autobusowe z pobliskim Piasecznem, Górą Kalwarią oraz Warszawą obsługiwane przez ZTM. Od 24 września 2018 roku cała gmina Konstancin-Jeziorna znajduje się w I strefie biletowej.
- linia 139 łączy Klarysew (przystanek pod Ogrodem Botanicznym PAN) ze stacją metra Wilanowska;
- linia 200 pierwotnie jako linia 700 przeznaczona głównie dla osób niepełnosprawnych, z większością przystanków dostępnych wyłącznie na żądanie osoby niepełnosprawnej (obecnie jako linia zwykła, dostępna dla wszystkich pasażerów), prowadzi od Skolimowa, przez Konstancin, Jeziornę i Klarysew do Dworca Centralnego PKP w Warszawie[63];
- linia 251 (trasa: Grapa, Mirków, Jeziorna, Klarysew) przez Wilanów do stacji metra Wilanowska[64]
- linia 710 (trasa: od metra Kabaty przez Powsin, Klarysew, centrum Konstancina, Mirków, Skolimów, Chylice, aż do targowiska w Piasecznie).
- linia 724 (trasa: Chylice, Skolimów C, Jeziorna, Klarysew) łączą Piaseczno z warszawskim metrem przy stacji Kabaty[64];
- linia 742 (trasa: Grapa, Jeziorna, Klarysew) łączy Górę Kalwarię i Brześce ze stacją metra Kabaty[64];
- linia nocna N50 kursująca z piątku na sobotę oraz z soboty na niedzielę trasą Skolimów, Konstancin (tylko w kierunku Skolimowa), Grapa (tylko w kierunku Skolimowa), Mirków (tylko w kierunku Skolimowa), Jeziorna, Klarysew do stacji Metro Wilanowska[64];
- linie L14, L15, L16, L21, L28 i L42 realizują połączenia wewnątrz gminy, przy czym linie L21 i L28 dojeżdżają do krańców na terenie gminy Góra Kalwaria[65].

Po uruchomieniu linii 742, połączenia autobusowe obsługiwane przez PKS Polonus (wcześniej PKS Piaseczno), łączące miasto z Warszawą oraz Górą Kalwarią, zostały zawieszone, a później zlikwidowane.

#### Transport drogowy
Na terenie miasta krzyżują się dwie drogi wojewódzkie:
- nr 724 (Warszawa – Góra Kalwaria)
- nr 721 (Duchnów – Nadarzyn)

#### Transport kolejowy
Przez Jeziornę i Mirków przebiega niezelektryfikowana towarowa bocznica kolejowa łącząca Okęcie przez Piaseczno z Elektrociepłownią Siekierki. Właścicielem bocznicy jest PGNiG Termika. W roku 2023 i 2024 usługi transportu kolejowego dla PGNiG Termika świadczy spółka CD Cargo Poland (należąca do kolei czeskich). W latach poprzednich transport wykonywała spółka PKP Cargo i dodatkowo w listopadzie i grudniu 2021 Lotos Kolej.
Przed laty właścicielem bocznicy był Vattenfall, a operatorem DB Schenker Rail. Tabor na odcinku Okęcie – Jeziorna obsługiwał operator oraz PKP Cargo, od nastawni i stacji przeładunkowej Jeziorna do stacji Siekierki kursował jedynie operator.

#### Transport wodny
W okresie od kwietnia do listopada działa płatny prom rzeczny na Wiśle, łączący lewobrzeżną wieś Gassy i prawobrzeżny Karczew, pozwalając na szybkie połączenie Konstancina-Jeziorny i Otwocka.

#### Transport rowerowy
Od 2015 roku do 30 września 2021 działał „Konstanciński Rower Miejski” (KRM) kompatybilny z Warszawskim systemem rowerowym „Veturilo”. Na terenie miasta znajdowało się sześć stacji: w Klarysewie, w Jeziornie, w Mirkowie, na Grapie, w Skolimowie oraz w Konstancinie (Park Zdrojowy) gdzie oprócz zwykłych rowerów dla dorosłych znajdowały się mniejsze rowery dla dzieci.
Infrastruktura rowerowa jest słabo rozwinięta. Na terenie miasta znajdują się fragmenty ścieżek rowerowych oraz szlaki wytyczone w terenie, nie posiadające wyspecjalizowanej nawierzchni.

## Architektura

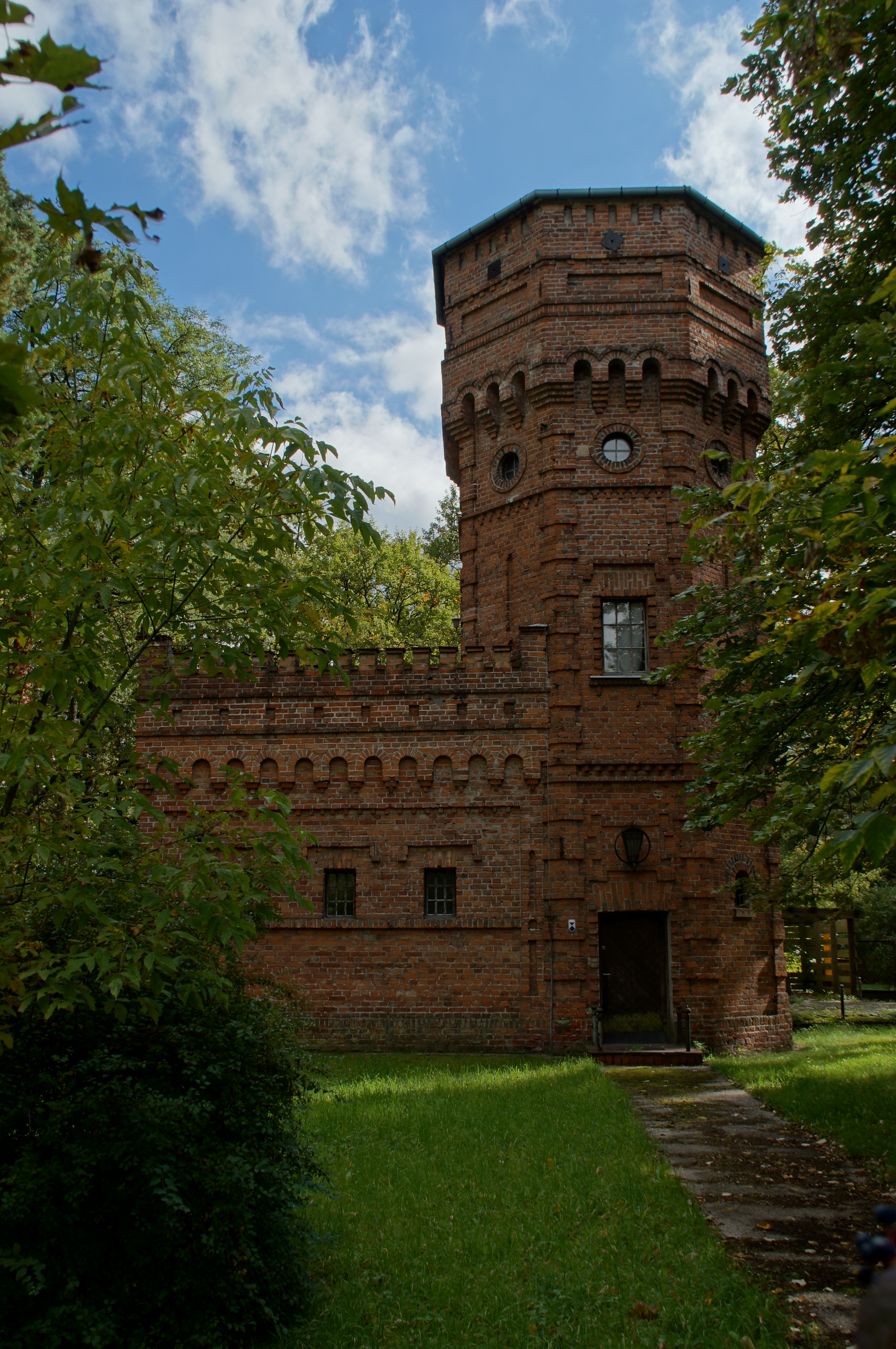
Zabytkowa wieża ciśnień przy ul. Żeromskiego

### Układ urbanistyczny
Ponieważ miasto powstało z połączenia kilku ośrodków, jest urbanistycznie niejednorodne i rozrzucone na dużym obszarze. Przeważa zabudowa jednorodzinna, częściowo o charakterze rezydencjonalnym, której trzon stanowi zabytkowa zabudowa willowa i koncepcja urbanistyczna z początku XX wieku i okresu dwudziestolecia międzywojennego na terenie Konstancina (koncepcję miasta hr. Skórzewski oparł na koncepcji Grunewaldu), Skolimowa i Klarysewa, oraz typu miejskiego (Jeziorna) i przemysłowego (tereny na wschód od ul. Mirkowskiej w Mirkowie, okolice ul. Tysiąclecia) i handlowo-usługowego (tereny wzdłuż drogi z Warszawy, rejon Al. Wojska Polskiego). Po wojnie powstały tu także osiedla bloków wielorodzinnych Mirków i Grapa. W ostatnich latach realizowanych jest wiele nowych inwestycji, zarówno domów jednorodzinnych, jak i bloków mieszkalnych.

### Zabytki
Lista wybranych obiektów na podstawie rejestru zabytków i danych z Urzędu Miasta i Gminy:
- Papiernia Dolna przy ul. Mirkowskiej 45
- zabytkowy zespół tzw. Górnej Papierni lub „Szmaciarni” (obecnie centrum handlowe „Stara Papiernia”)
- Kościoły (neogotyckie): pw. Józefa Oblubieńca Najświętszej Maryi Panny przy ul. Jaworskiego 1a (Mirków), pw. Wniebowzięcia NMP przy ul. Piłsudskiego 54
- wille przy ul. Sienkiewicza – „Moja”, „Natemi”, „Mon Repos”, „Świt” – Żeromskich, zabytkowa wieża ciśnień
- wille przy ul. Matejki – „Zorza”, „Stokrotka”, „Biruta”
- wille przy ul. Batorego – „Słoneczna”, „Kaprys”, „Eunice”, „Pod Łabędziami”, „Ukrainka”, „Zbyszek”, „Helena”, „Julia”, „Este”.
- wille w okolicach ul. Jagiellońskiej – „Urocza”, „Eloe”, „Anna”, „Irena”
- wille przy ul. Sobieskiego – „Quo vadis”, „Gryf”, „Zameczek”
- willa „Jutrzenka” przy ulicy Długiej (zabytek w stylu zakopiańskim)
- Park Zdrojowy im. hrabiego Witolda Skórzewskiego z tężnią solankową
- wille w dzielnicy Królewska Góra: ul. Gąsiorowskiego, Czarnieckiego, Potulickich
- Ambulatorium Osiedla Robotniczego przy ul. Mirkowskiej 56
- Stary Młyn w Skolimowie – ul. Chylicka i sąsiadująca z nim willa „Zagłobin” przy ul. Sułkowskiego

## Kultura

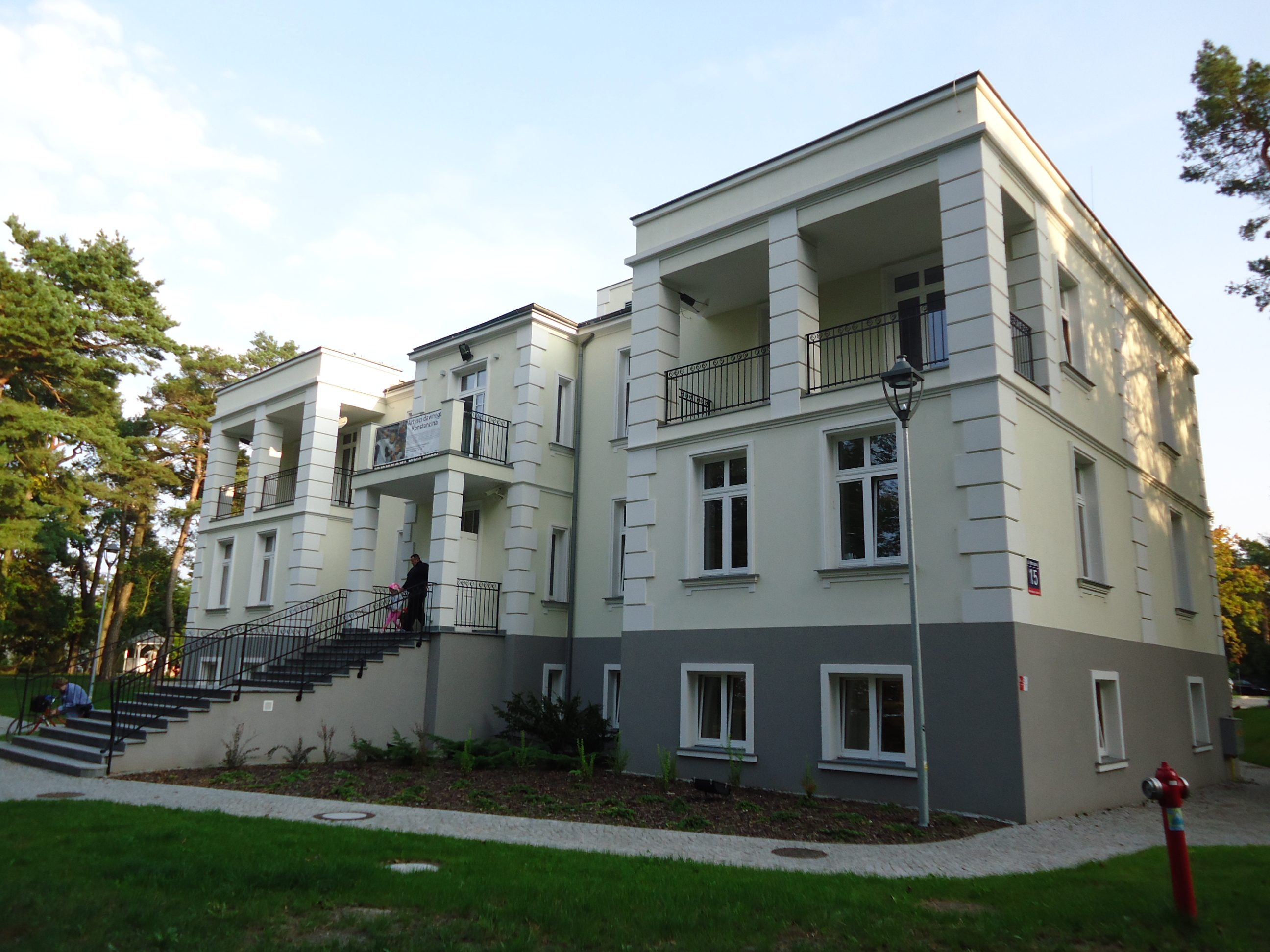
Odbudowana Hugonówka

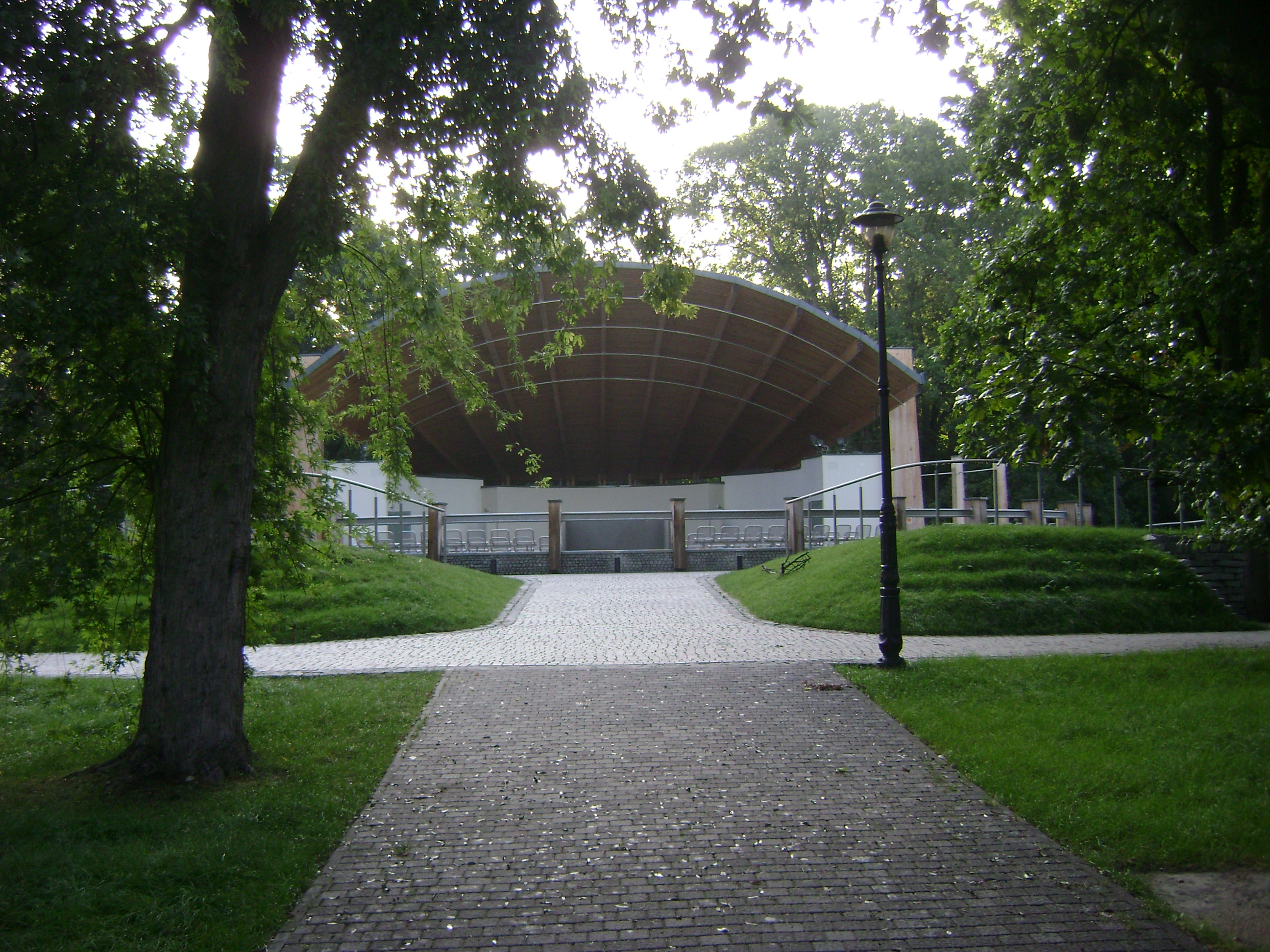
Amfiteatr w Parku Zdrojowym

- Konstanciński Dom Kultury, zajmuje się organizacją imprez, koncertów, przedstawień oraz prowadzi cykliczne zajęcia muzyczne, taneczne, warsztaty fotograficzne i inne[77]. W lutym 2014 otrzymał od władzy gminy w użyczenie nową siedzibę w odbudowanej niemal od zera willi „Hugonówka” przy ulicy Mostowej[78]. KDK działa również w siedzibie w Mirkowie, a także na terenach podmiejskich w świetlicach i domach ludowych[79]. Przedstawienia i koncerty odbywają się także w okresie letnim w amfiteatrze w Parku Zdrojowym.
- Szkoła Muzyczna w Konstancinie obok działalności edukacyjnej prowadzi ożywioną działalność koncertową. Od 2008 jest organizatorem międzynarodowej imprezy muzycznej o nazwie Europejskie Spotkania Muzyczne – Youthfestival[80].

### Muzea
Na terenie miasta działają:
- Muzeum Bajek, Baśni i Opowieści (ul. Diamentowa 8, Czarnów)[81]
- Muzeum Papiernictwa (ul. Mirkowska 45)[81]
- Muzeum – Dom Stefana Żeromskiego (ul. Żeromskiego 4)[81]
- Villa la Fleur (ul. Szpitalna 14)[82]
- Ekspozycja „Kalejdoskop Konstancina” w KDK Hugonówka (ul. Mostowa 15)[83] oraz Wirtualne Muzeum Konstancina[84]

### Imprezy cykliczne
- Festiwal „Tężnia Marzeń”[85]

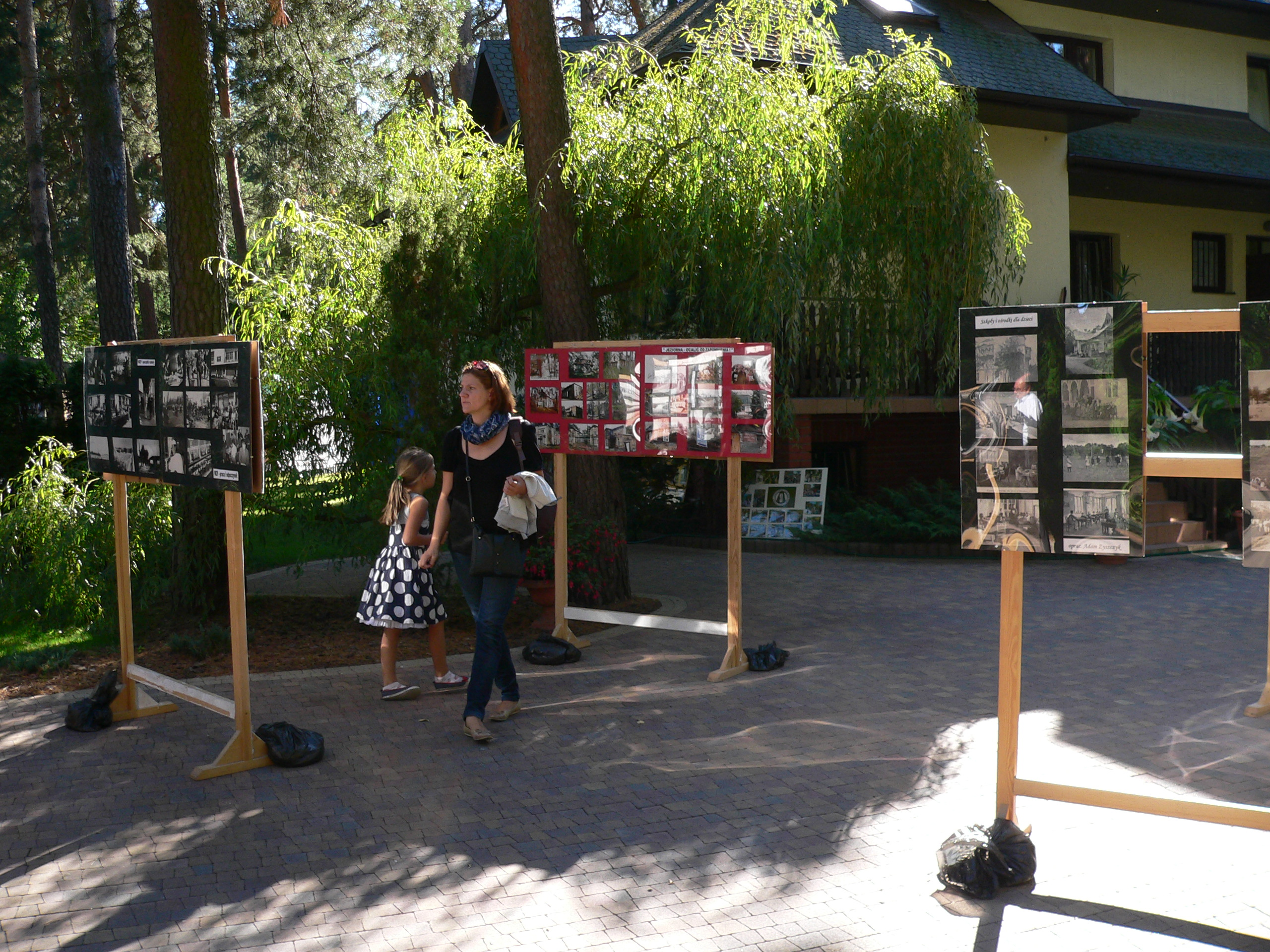
Ogród Historyczno-Krajoznawczy na Festiwalu Otwarte Ogrody, IX.2013

- Dni Konstancina i Piknik Retro[86] w stylu „Belle Epoque”
- Festiwal Sportów Teatralnych „321Impro”[87]
- Festiwal Otwarte Ogrody[88]
- Flis Festiwal (na ostrodze wiślanej w Gassach)[89]

### Zespoły artystyczne
Na terenie miasta działają:
- Zespół tańca nowoczesnego Sonata przy Gminnym Ośrodku Sportu i Rekreacji[91] i Ludowy zespół pieśni i tańca Przepióreczka przy Zespole Szkół nr 2[92]
- Zespół Kantata pod kierownictwem Lidii Leszczyńskiej
- Ludowy zespół pieśni i tańca Łurzycanki
- Ludowy zespół pieśni Jarzębina Czerwona
- Chór Gospel Piast & Grapa Family pod kierownictwem Aleksandry Puacz-Markowskiej
- Chór Seniora Cantabile pod kierownictwem Romana Rudowskiego

### Zespoły teatralne
Na terenie miasta działają:
- Grupa Musicalowa Tugeder przy Konstancińskim Domu Kultury
- Teatr Impro Ab Ovo pod kierownictwem Katarzyny Michalskiej przy Konstancińskim Domu Kultury
- Zespół teatralny ad rem pod kierownictwem Ewy Cielesz

## Media
Miasto obejmują zasięgiem swojego działania następujące lokalne tytuły prasowe: Kurier Południowy, Nad Wisłą, Przegląd Piaseczyński. Działa także lokalny portal internetowy: Konstancin.com.

### Twórczość związana z Konstancinem-Jeziorną

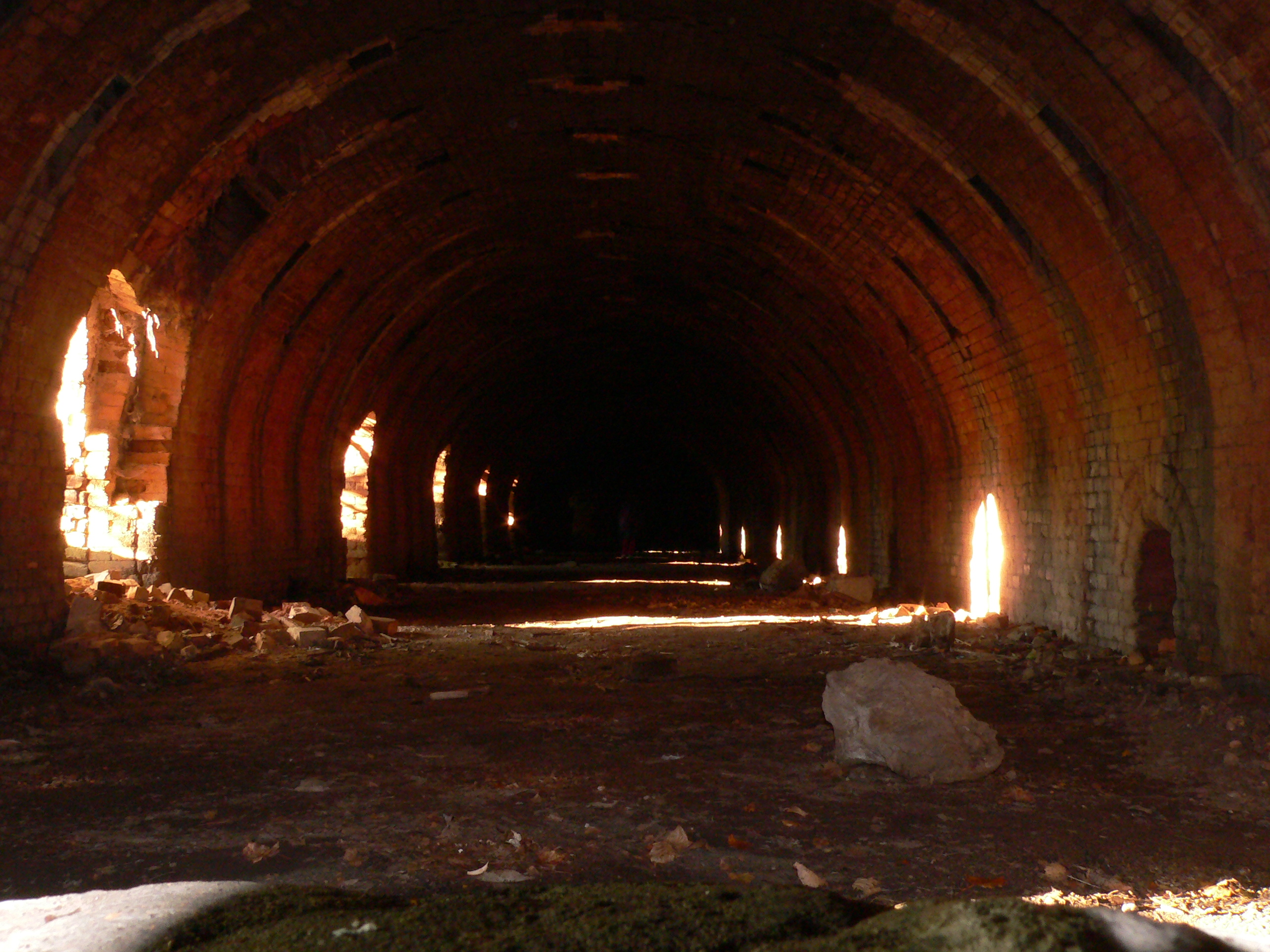
Ruiny pieca Hoffmana w Cegielni Chylickiej, opisane w opowiadaniu „I tak warto żyć”

#### Miasto w literaturze
O Konstancinie-Jeziornie pisali w swoich utworach m.in.:
- Miron Białoszewski – Konstancin
- Bartek Biedrzycki – I tak warto żyć; Śnieżyca; Kamienne kręgi
- Jakub Czarnik – Pan Samochodzik i willa „Anna”
- Krystyna Machlejd – Saga ulrichowsko-machlejdowska
- Wanda Witter – Fotografia Nieba
- Katarzyna Witwicka – Opowiadania Konstancińskie
- Monika Żeromska – Wspomnienia
- Stefan Żeromski – Pomyłki

#### Miasto w filmie i telewizji
Miasto i jego otoczenie stanowią tło dla licznych polskich produkcji filmowych. Konstancin-Jeziorna pojawia się m.in. w takich serialach, jak: Rodzina Połanieckich (willa „Amelin”), Rodzinny Interes, BrzydUla, M jak miłość, Barwy szczęścia, Na dobre i na złe, Kryminalni, Przeklęte Rewiry, Czas honoru (m.in. ulica Piotra Skargi), czy Odwróceni, a także w filmach takich jak: Pułkownik Kwiatkowski, Złoto dezerterów, Katyń, Brunet wieczorową porą, Sum tak zwany olimpijczyk, Żona dla Australijczyka (willa „Malutka”), Dywizjon 303 (filmowe Northolt) i wiele innych.

#### Miasto w komiksie
W listopadzie 2012 roku ukazał się komiks Spełniony sen – Rzecz o hrabim Witoldzie Skórzewskim i powstaniu Konstancina, którego autorami byli Bartek Biedrzycki (scenariusz) i Łukasz Godlewski (rysunki). Opowiadał o życiu hrabiego Skórzewskiego oraz o założeniu Konstancina.

## Oświata i nauka

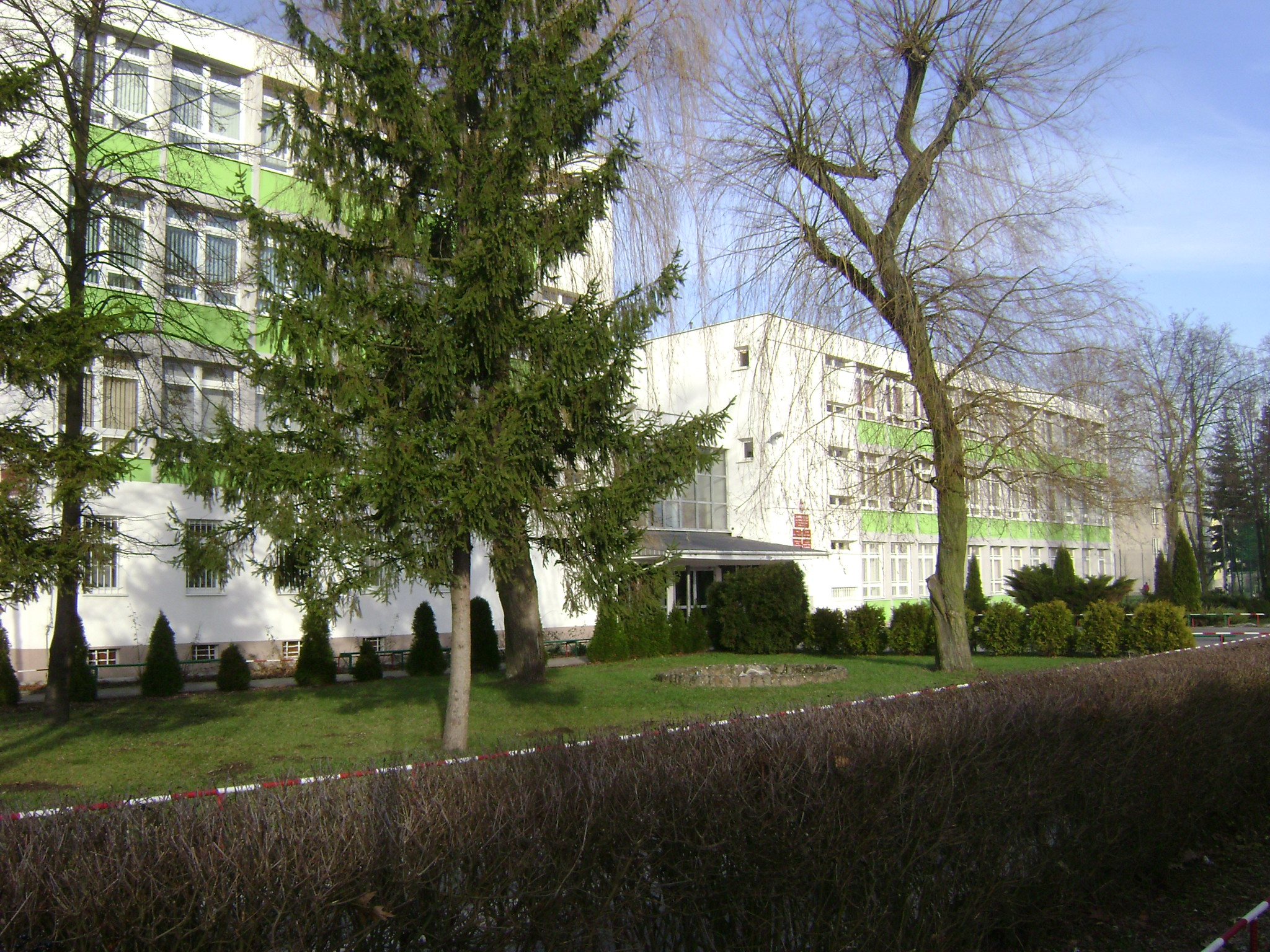
Zespół Szkół im. W. S. Reymonta w Mirkowie

Kształcenie na terenie Konstancina-Jeziorny realizowane jest lokalnie w przedszkolach samorządowych i prywatnych oraz w szkołach podstawowych. Na poziomie ponadpodstawowym kształci jedynie Zespół Szkół im. W. S. Reymonta, większość uczniów kontynuujących naukę w szkołach średnich dojeżdża do Warszawy lub Piaseczna.

### Szkoły
- Szkoła Podstawowa nr 1 im. S. Wyszyńskiego, ul. Wojewódzka 12
- Szkoła Podstawowa nr 2 im. S. Żeromskiego, ul. Żeromskiego 15
- Szkoła Podstawowa nr 3 im. J. Twardowskiego, ul. Bielawska 57
- Szkoła Podstawowa nr 4 im. Jana Mejstera, Słomczyn, ul. Wilanowska 218
- Szkoła Podstawowa nr 5 im. Batalionów Armii Krajowej „Krawiec” i NSZ „Mączyński”, ul. Szkolna 7
- Szkoła Podstawowa nr 6 im. Macieja Rataja, Opacz 9
- Zespół Szkół im. W. S. Reymonta, ul. Mirkowska 39
- Zespół Szkół w Centrum Rehabilitacji, ul. Długa 40/42
- Zespół Szkół Specjalnych w Uzdrowisku Konstancin Zdrój S.A., ul. Sue Ryder 1
- No Bell Szkoła Podstawowa Montessori, No Bell Gimnazjum, ul. Mirkowska 39
- Szkoła Muzyczna I Stopnia w Konstancinie, ul. Świetlicowa 7/9 lok A1
- Niepubliczna Szkoła Muzyczna I st. Adagio im. S. Rachmaninowa, ul. Żeromskiego 15

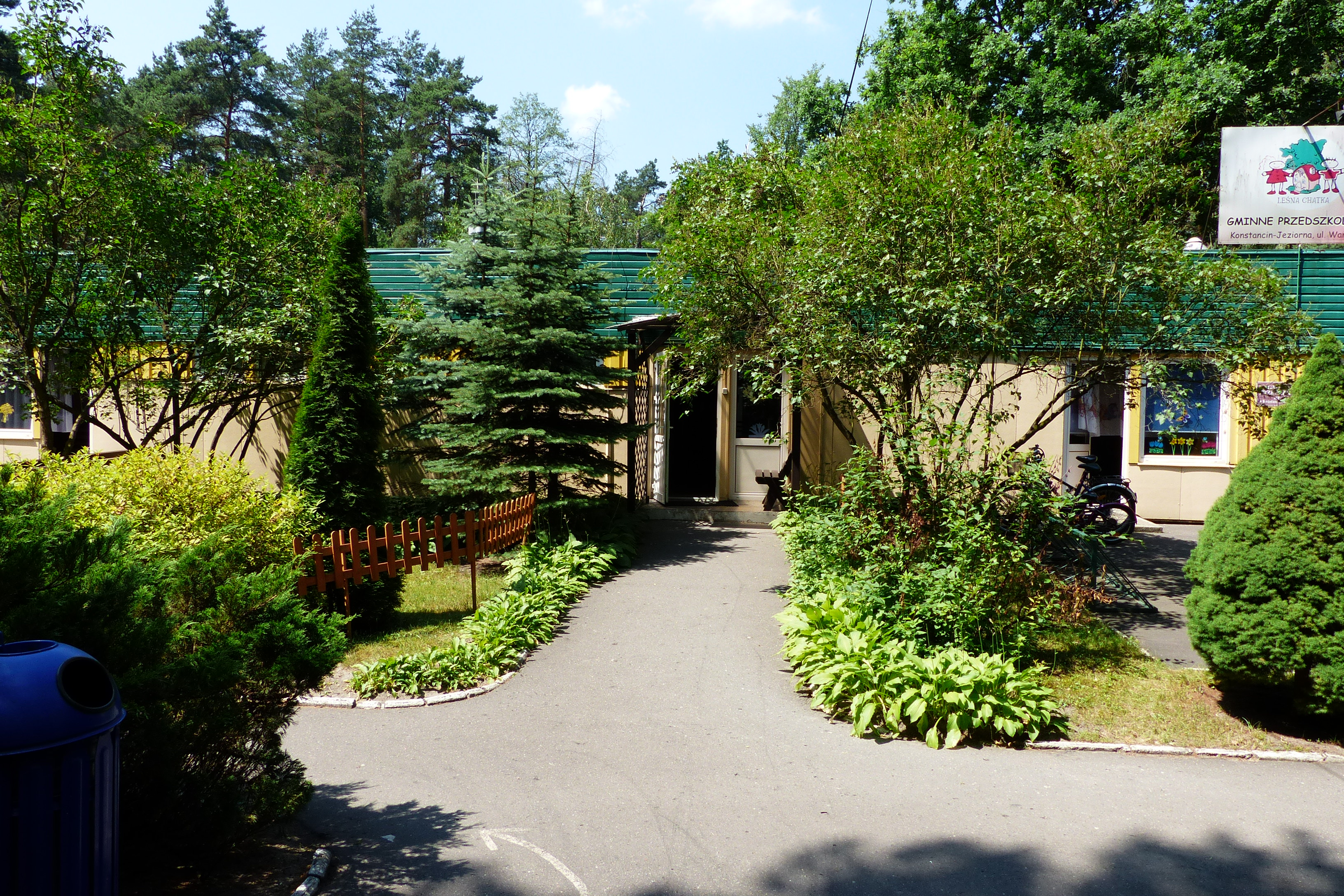
Przedszkole „Leśna Chatka” w dawnej lokalizacji przy ul. Wareckiej

### Przedszkola
- Przedszkole Gminne nr 1 „Zielony Zakątek”, ul. Oborska 2[99]
- Przedszkole Gminne nr 2 „Tęczowe przedszkole” i Gminny Żłobek nr 1, ul. Anny Walentynowicz 3[99]
- Przedszkole Gminne nr 3 „Kolorowe kredki”, Obory 22[99]
- Przedszkole Gminne nr 4 z oddziałami integracyjnymi „Leśna chatka”, ul. Sanatoryjna 8[99]
- Niepubliczne Przedszkole „No Bell Montessori”, ul. Mirkowska 39[100]
- Niepubliczne Przedszkole „ABC Montessori Education”, ul. Lipowa 22A, Bielawa[100]
- Niepubliczne Przedszkole „Klubik Bączek”, ul. Lipowa 12 b[100]
- Niepubliczne Przedszkole „Przedszkole Skrzatka Oczatka”, ul. Batorego 18[100]
- Niepubliczne Przedszkole „Akademia Pana Adama”, ul. Warszawska 200/96A, Bielawa[100]
- Niepubliczne Przedszkole „Bimbo”, ul. Oborska 4[100]
- Niepubliczne Przedszkole „Blue Bell”, ul. Wiejska 35A[100]
- Niepubliczne Przedszkole „Wesoły Reksio”, ul. Piaseczyńska 27[100]
- Niepubliczne Przedszkole „Świat Dziecka”, ul. Ścienna 148, Bielawa[100]
- Niepubliczne Przedszkole „Krasnalek”, ul. Borowa 22[100]
- Niepubliczne Przedszkole Muzyczno-Językowe „Kolorowe Nutki”, ul. Warszawska 44[100]
- Niepubliczne Przedszkole Dwujęzyczne „Kid’s Place”, ul. Łąkowa 38[100]
- Niepubliczne Przedszkole Dwujęzyczne „Goodstart”, ul. Długa 7A[100]
- Niepubliczne Przedszkole Ochronka im. św. Edmunda Bojanowskiego Sióstr Służebniczek, ul. Wilanowska 26[100]

## Turystyka

### Szlaki turystyczne

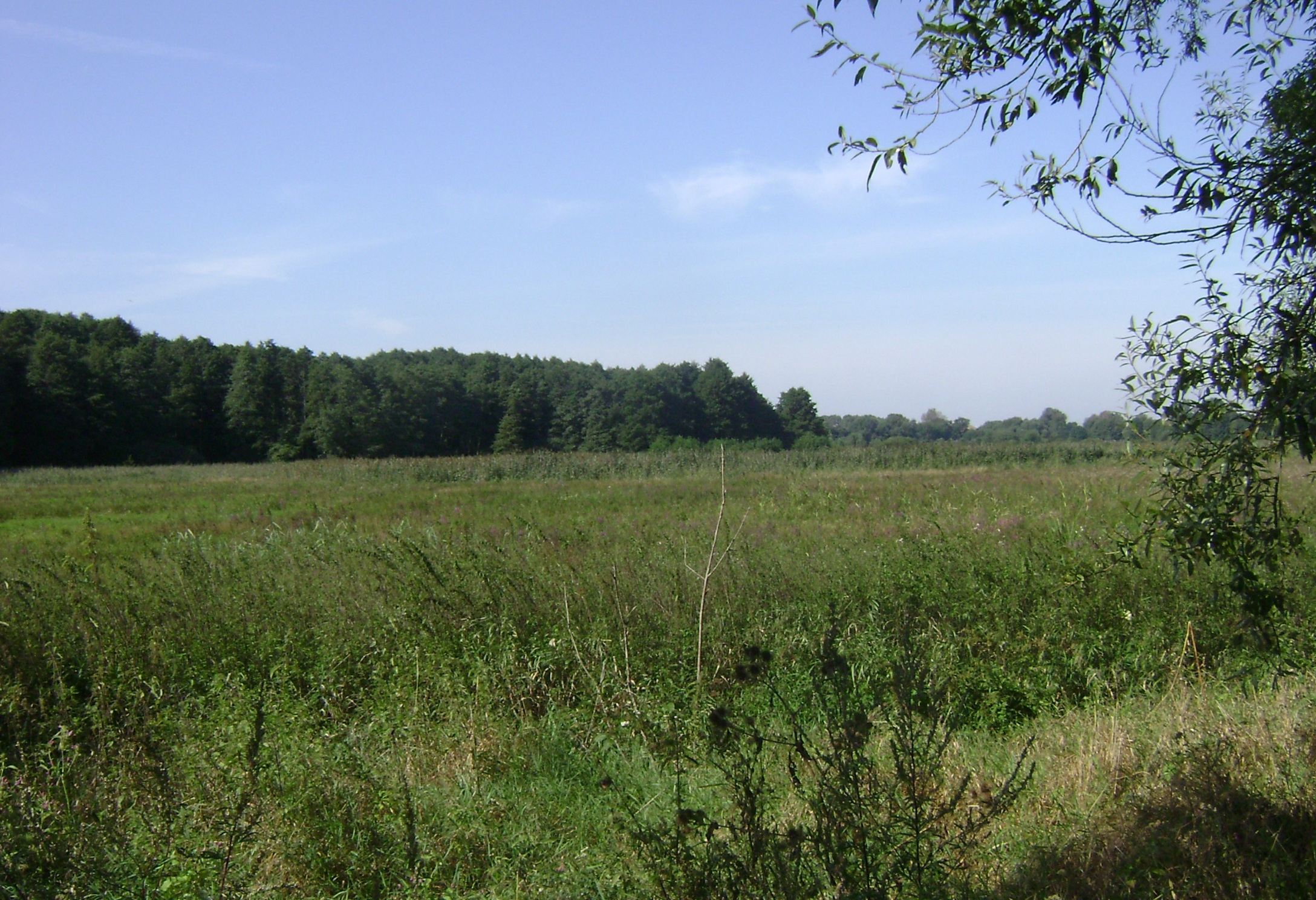
Rezerwat Łęgi Oborskie

#### Piesze
– wiedzie przez Królewską Górę, Nowe Wierzbno, tereny leśne Chojnowskiego Parku Krajobrazowego na południe. Niedaleko Czarnowa kieruje się w stronę Zalesia Górnego, przez Lasy Chojnowskie, Ustanówek do Złotokłosu. Długość odcinka Konstancin – Ustanówek – 16 km, cały szlak – 34 km.
 – zamknięta pętla przez Konstancin, Las Oborski, Skolimów, deptak nad Jeziorką i Park Zdrojowy. Długość pętli – 8,8 km.
 – wiedzie przez teren Konstancin, Las Oborski, Łyczyn i Cieciszew nad Wisłę. We wsi Dębówka kieruje się do Góry Kalwarii. Długość odcinka Konstancin – Słomczyn – 6,5 km, Słomczyn-Góra Kalwaria (dworzec autobusowy) – 12,5 km. Łącznie 19 km.
 – wiedzie z Ursynowa, przez Las Kabacki, Konstancin (Park Zdrojowy), Obory (Dwór w Oborach), rezerwat Łyczyńska Olszyna, Łyczyn, Las Oborski. Niedaleko Czarnowa kieruje się w stronę Zalesia Górnego. Długość odcinka Kabaty – Konstancin 9 km, a Konstancin – Zalesie Górne (do stacji PKP) – 20,6. Łącznie 29,6 km.
Ścieżka spacerowa „Śladami Stefana Żeromskiego” – pętla o długości 10,5 km. Start przy zbiegu ul. Sienkiewicza i ul. Piłsudskiego, aleją główną przez Park Zdrojowy, wzdłuż Jeziorki do ul. Warszawskiej, obok jazu Imberfal i zalewu św. Jan przy Starej Papierni. Dalej poniżej skarpy pradoliny Wisły wzdłuż ul. Literatów przez rezerwat Łęgi Oborskie do dworu w Oborach, przez rezerwat Skarpa Oborska, cmentarz z I wojny światowej „Marynin”, i Łyczyn. Po drugiej stronie ul. Wilanowskiej do rezerwatu Obory w Lesie Oborskim, koło dawnej gajówki i ul. Od Lasu koło Głazów Żeromskiego, na powrót do Konstancina. Ścieżka przechodzi obok willi „Świt” na ul. Żeromskiego, w której mieszkał Stefan Żeromski.
Ścieżka „Do Skolimowa” – pętla o długości 7,5 km. Zaczyna się na skrzyżowaniu ul. Sienkiewicza i Piłsudskiego. Biegnie ulicami Sienkiewicza, Żeromskiego, Batorego, Piotra Skargi, Piasta, Sanatoryjną, Graniczną i Akacjową do cmentarza skolimowskiego, ul. Chylicką i ul. Rycerską do Jeziorki, wzdłuż rzeki do Parku Zdrojowego. Wzdłuż trasy znajdują się liczne zabytkowe wille.

#### Rowerowe
– prowadzi z Ursynowa do Góry Kalwarii i Czerska terenami nadwiślańskimi. Po drodze przechodzi przez centrum Konstancina. Trasa: Las Kabacki, Ogród Botaniczny PAN, Konstancin, wzdłuż rzeki Jeziorki do ronda Jana Pawła II przy Starej Papierni, Obory, Goździe, Cieciszew. We wsi Dębówka szlak opuszcza obszar Gminy Konstancin-Jeziorna.
 – wariant szlaku niebieskiego. Przy dworze w Oborach skręca w prawo i prowadzi przez tereny Chojnowskiego Parku Krajobrazowego, najpierw Las Oborski, następnie przez Lasy Chojnowskie w kierunku Zalesia Górnego. W okolicach Czarnowa szlak opuszcza obszar Gminy Konstancin-Jeziorna.
 – wariant szlaku czarnego. Prowadzi przez Las Oborski inną trasą niż szlak czarny – kieruje dalej na południe w okolice wsi Kawęczynek, a następnie przez Borowinę do Czarnowa, gdzie ponownie łączy się z czarnym szlakiem.

## Religia

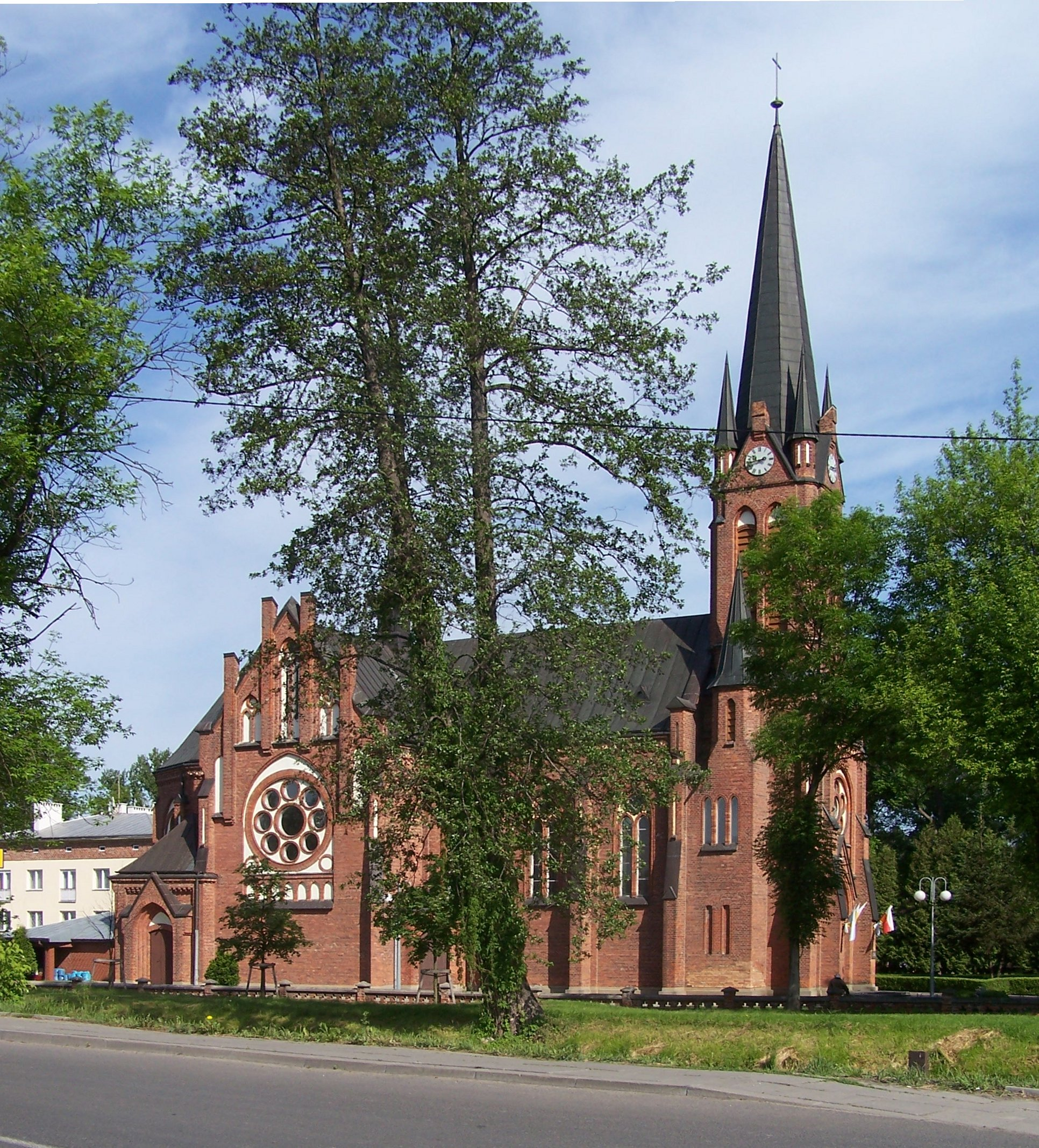
Kościół pw. Św. Józefa w Mirkowie

Na terenie miasta działalność religijną prowadzą następujące Kościoły i związki wyznaniowe:
- Beit Polska:
  - Beit Konstancin[103]
- Buddyjski Związek Diamentowej Drogi Linii Karma Kagyu:
  - Buddyjska Grupa Medytacyjna Konstancin (ul. Pułaskiego 35)[104]
- Kościół Ewangelicko-Augsburski w RP:
  - Ewangelicki Ośrodek Diakonii Tabita (ul. Długa 43)[105]
- Kościół Ewangelicko-Metodystyczny w RP:
  - Ośrodek Metodystów Warfieldowo (ul. Słoneczna 12B)[106]
- Kościół Polskokatolicki w RP:
  - parafia pw. Świętych Apostołów Piotra i Pawła (ul. Chylicka 18)[107]
- Kościół rzymskokatolicki (dekanat konstanciński)[108]:
  - parafia pw. Świętego Józefa Oblubieńca Najświętszej Maryi Panny (ul. M. Jaworskiego 1a)
  - parafia pw. Świętej Bożej Rodzicielki Maryi (ul. Słoneczna 20)
  - parafia pw. Wniebowzięcia Najświętszej Maryi Panny (ul. Józefa Piłsudskiego 54)
  - parafia pw. Matki Bożej Anielskiej (ul. Środkowa 15)
  - Centrum Animacji Misyjnej Dom Rekolekcyjno-Konferencyjny Księży Pallotynów (ul. Leśna 15/17)[109]
  - Zgromadzenie Sióstr od Aniołów, Dom Generalny (ul. Broniewskiego 28/30)[110]
- Kościół Zielonoświątkowy w RP:
  - Kościół „Twój Dom” (ul. Warszawska 31)[111]
- Świadkowie Jehowy:
  - zbór Konstancin (Sala Królestwa w Piasecznie)[112]

### Cmentarze
- Rzymskokatolicki cmentarz parafialny przy ul. Chylickiej 97 (Skolimów)[113]

## Sport i rekreacja

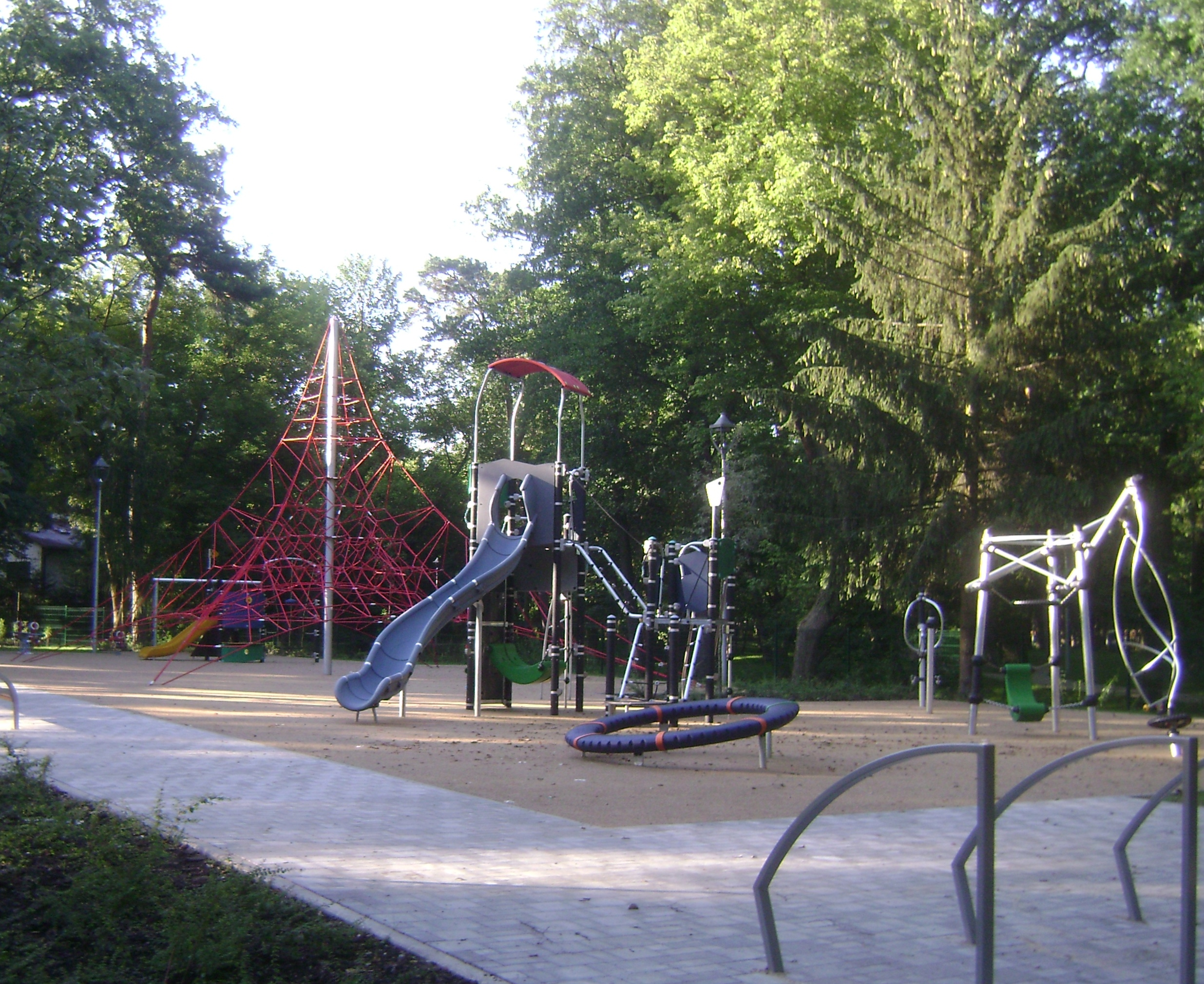
Plac zabaw w Parku Zdrojowym

Instytucją zajmującą się sportem jest z ramienia gminy Gminny Ośrodek Sportu i Rekreacji. Do obiektów sportowych należą m.in. place sportowe GOSiR (ul. Południowa, ul. Bielawska), hala sportowa (ul. Żeromskiego), tor wrotkarski (Słomczyn). Na terenie CKR przy ul. Gąsiorowskiego działa ogólnodostępny basen pływacki wraz z sauną i jacuzzi, drugi basen (dostępny w wybranych godzinach) znajduje się w Centrum Animacji Misyjnej ks. Pallotynów. Na terenie osiedla Mirków, na placu przy ul. Bielawskiej, w Parku Zdrojowym i na placu zabaw przy ul. Sobieskiego dostępne są siłownie na wolnym powietrzu.

### Kluby piłkarskie
- KS Konstancin, powstały z połączenia w 2013 dwóch starszych klubów: LKS Skra Konstancin i RKS Mirków 1923
- Międzyszkolny Uczniowski Klub Sportowy Kosa-Konstancin prowadzony przez Romana Koseckiego
- RKS 1923 Mirków, reaktywowany w 2020 roku[116]

### Pozostałe
- Integracyjny Klub Sportowy GTM Konstancin – drużyna koszykówki na wózkach, szermierki na wózkach, tenisa ziemnego na wózkach, pływacka[117]
- Stowarzyszenie Kultury Fizycznej „Pogoń” Konstancin[118]
- Egurrola Dance Studio w Starej Papierni[119]

## Osoby związane z Konstancinem-Jeziorną

### Honorowi obywatele Konstancina
Tytuł nadawany uchwałą Rady Miasta.
- Marszałek Józef Piłsudski, naczelnik państwa polskiego
- Ksiądz kanonik Bogdan Jaworek, proboszcz parafii pod wezwaniem Wniebowzięcia Najświętszej Marii Panny w Konstancinie-Jeziornie
- Lady Sue Ryder, pielęgniarka, filantropka, działaczka humanitarna
- Will de Vreeze, burmistrz bliźniaczego miasta Leidschendam w Holandii w latach 1980–1997
- Jan Paweł II, duchowny katolicki, papież w latach 1978–2005, święty
- Johan van Reisen, pierwszy prezydent Komisji Współpracy Leidschendam – Konstancin-Jeziorna
- Józef Hlebowicz, weteran kampanii wrześniowej, pierwszy burmistrz gminy Konstancin-Jeziorna w III RP w latach 1990–1993
- prof. Marian Weiss, lekarz, twórca Stołecznego Centrum Rehabilitacji
- Wacław Gąsiorowski – powieściopisarz, dziennikarz, publicysta, działacz polonijny i niepodległościowy, członek Warszawskiego Towarzystwa Cyklistów

### Zasłużeni dla miasta
Tytuł nadawany uchwałą Rady Miasta.
- Anna Buczkowska, artystka plastyk
- Zbigniew Cechnicki, lekarz
- Anna Cserna-Kondek, pedagog
- Eleonora Fleming-Klunder, lekarz
- Jan Haftek, Ordynator Centrum Rehabilitacji
- Krystyna Henisz, długoletnia mieszkanka Konstancina
- Julian Henisz, artysta malarz
- Teresa Herse-Górska
- Maria Kamińska, pedagog
- Stanisław Kazubski, lekarz
- Józef Kopyt, działacz kultury, pedagog
- Barbara Niedzielska, pedagog
- Czesław Pajor, działacz OSP
- Andrzej Piętka, lekarz
- Teresa Potulicka-Łatyńska, ostatnia z rodu Potulickich
- Piotr Szczurowski, nauczyciel, działacz społeczny
- Antoni Śledziewski, filolog, kulturoznawca, badacz folkloru
- Tadeusz Władysław Świątek, publicysta, pisarz, historyk
- Janina Czesława Wichiciel, długoletnia mieszkanka Konstancina
- Janina Witkowska, długoletnia mieszkanka Konstancina
- Monika Żeromska, poetka i malarka